# Armada de Mèxic
L'Armada de Mèxic és la força militar encarregada de la vigilància i salvaguarda de les costes, el mar territorial, una zona econòmica exclusiva i l'espai aeri marítim de Mèxic així com en les aigües interiors, vies fluvials i lacustres navegables. Des de la independència de Mèxic va estar lligada a la Secretaria de Guerra i Marina, posteriorment va ser part de la Secretaria de la Defensa Nacional fins que es va crear el Departament de Marina de manera independent. A partir de 1941 és administrada per la Secretaria de Marina, que és integrant del gabinet presidencial. En 2015 l'Armada de Mèxic compta amb 60.313 militars.

## Història
L'Armada de Mèxic va ser creada des de la consumació de la independència, en 1821, encara que no va ser fins al segle xx que va adquirir una major importància i atenció per part dels governs. El 26 de gener de 1912 es va publicar en el Diari Oficial de la Federació l'Ordenança General de l'Armada. El 31 de desembre de 1940 va ser creada la Secretaria de Marina com a entitat rectora de l'Armada de Mèxic, que anteriorment havia depès de la Secretaria de Guerra i Marina.

### Antecedents
L'Armada de Mèxic com a tal, té el seu naixement en les activitats marítimes que els pobles indígenes van desenvolupar al territori mexicà i en la cultura i coneixements que es van heretar d'Espanya.
Abans de l'arribada de les primeres exploracions espanyoles en 1521, el territori mexicà es trobava habitat per petites nacions diferents en qüestions de política i cultura. Es pot arribar a pensar que alguns pobles costaners podrien haver utilitzat petites embarcacions amb el propòsit de transportar soldats a una àrea de batalla o fins i tot es podria parlar dels asteques que, per ser una cultura principalment guerrera i dependent del seu exèrcit al qual devia el seu poder, usava aquestes embarcacions per sortir a combatre des de Tenochtitlan pel llac de Texcoco.
Els maies fins i tot van arribar a ser coneguts com a navegants i artesans navals, perquè van ser aquestes embarcacions les que es van trobar per primera vegada amb els espanyols en una de les primeres expedicions en el nou continent. Per això, J. Eric S. Thompson va anomenar a la cultura maia com s "Els Fenicis del Nou Món".
Cristòfor Colón va escriure després del seu quart viatge, la qual cosa sembla la trobada espanyola amb una d'aquestes "canoes" que va trobar prop de les anomenades Illes de la Badia a Hondures, descrivint-la del llarg d'una galera i d'uns cinc colzes d'ample, la qual cosa avui seria com d'uns 2,5 m aproximadament. Avui se sap que les rutes marítimes dels maies abastaven la regió de la Huasteca, Centreamèrica i algunes illes del Mar del Carib, transportant mercaderies de diversos llocs que visitaven per a la seva venda.
Bernal Díaz del Castillo escriu en les seves cartes que en catoche, situat a l'extrem nord-est de Yucatán, havien vist "deu canoes molt grans plenes d'indis que venien a rem i vés-la". Explica després com eren aquelles canoes: "aquestes són canoes fetes a manera d'artesas i són grans i de taulons gruixuts i cavats... i moltes d'elles en què caben quaranta indis".
Hernán Cortés, després de la derrota del 30 de juny de 1520 coneguda com la de la Nit Trista, i la seva experiència guanyada en la batalla durant la qual molts dels seus cavalls i soldats van morir en els talls de les calçades, va creure convenient que la millor manera per atacar i guanyar amb èxit la batalla era utilitzar una mobilitat militar combinada per dues forces, és a dir enviar un atac per aigua i un altre per terra. Els indígenes i espanyols serien els protagonistes d'una de les paradoxes més interessants en la història de Mèxic, ja que va ser a la regió coneguda com a altiplà, que es troba a uns 2.200 msnm, que es va iniciar la història de la construcció naval en el continent d'Amèrica, quan Cortès va decidir manar a construir en Tlaxcala tretze bergantines que després servirien per posar un setge a la gran Tenochtitlán, desenvolupant-se una batalla naval en el mateix llac de Texcoco entre les embarcacions espanyoles i les canoes asteques, corresponent la victòria als espanyols el 13 d'agost de 1521.

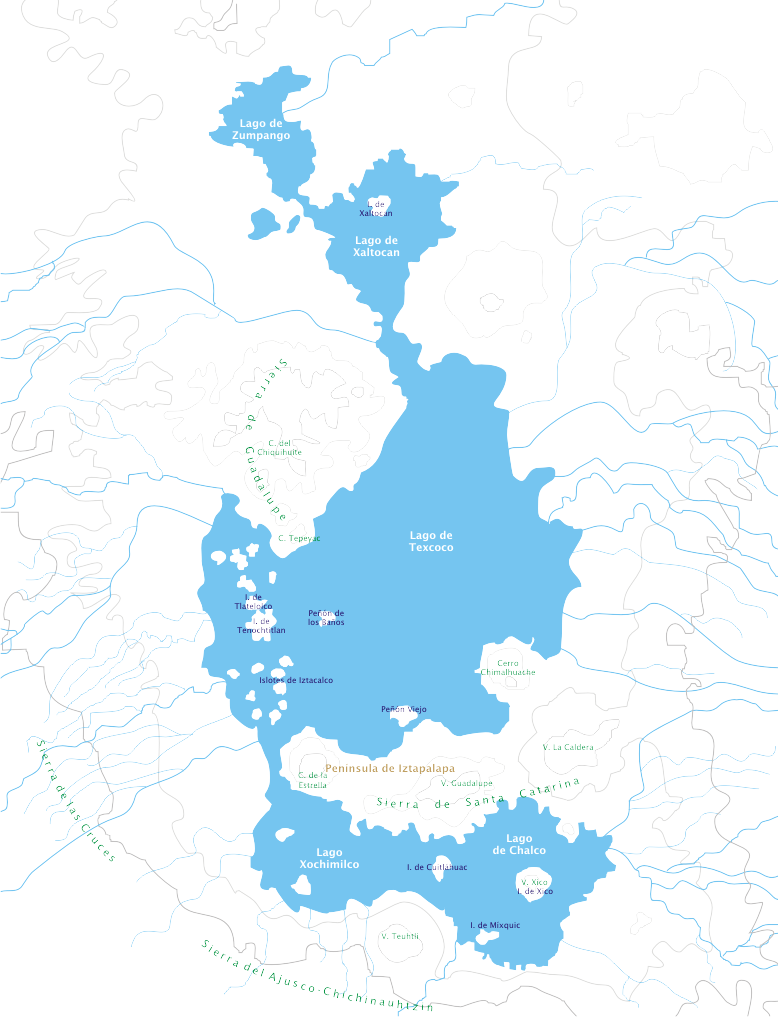
Estat primitiu del llac de Texcoco, lloc on van navegar les 13 bergantines de Cortès.

Sembla gairebé impossible i estrany, la fabricació en Tlaxcala, que era un poblat molt terra endins, a gairebé 100 km per un terreny muntanyenc. Això es deu al fet que els tlaxcalteques, en aquells temps, eren el principal i únic suport que tenien els espanyols. Al final de la seva construcció, les bergantines van ser provades en el riu Zahuapan que els indígenes havien estancat per complir aquell propòsit. Al final d'aquestes proves, les bergantines van ser desmantellades per així aconseguir el seu transport de Tlaxcala a Tetzcuco, on tornarien a armar-se i serien dotats d'artilleria. És així com neixen els inicis de la construcció naval a Amèrica amb finalitats eminentment militars.
Quan els asteques van perdre el seu últim reducte de terra, les bergantines van començar a perseguir i destruir les canoes asteques pels canals del llac. García Olguín, qui era capità d'un bergantí, va capturar l'embarcació on es trobaven els senyors de Mèxic, Tetzcuco i Tlacopan: Cuauhtemótzin, Conacochtzin, Tetlepanquetzaltzin vestint mantes de maguey ja molt brutes per la gana i la malaltia que s'havia generat a la ciutat a causa del setge. Gonzalo de Sandoval i García Olguín van portar als mateixos davant Cortès, que es trobava al barri d'Amexcac; és aquí on el tlatoani mexica diu que ell ja havia fet tot el que va poder de la seva part per defensar al seu poble, que ara ell fes el que volgués, posant-li a Cortès un punyal a la mà perquè ho matés.
Els primers galions que van formar part de l'Armada de Sobrevent, que eren d'origen mercant i que el govern virregnal va comprar a 40 ducats la tona, van anar el "Concepció" de 300 T, el "Nostra Senyora del Rosari" de 230, el "San Antonio" de 400, una urca de 400 construïda a Jamaica, un patache de 150 i una fragata de 400 que va ser construïda en Campeche Els navilis van ser enviats a l'Havana, on serien armats per al seu ús militar.
Al cap de poc, uns bucs anglesos van ser vists en el port d'Alvarado on es construïen dos galions per a ús de l'Armada, per la qual cosa en saber-se això a Veracruz, l'Almirall Antonio de la Plaza es va dirigir a la recerca d'ells. Aquesta seria la primera vegada que l'Armada de Sobrevent enfrontaria un combat naval, la qual cosa va succeir el 9 de juny de 1641 prop de Rio de Caña, Veracruz, prenent presa la nau i a 22 presoners. Seria la primera vegada en què els pirates van ser interceptats en costes mexicanes.
Durant el govern del Virrei Payo Enríquez de Rivera es va ordenar en 1678 la construcció de les primeres escoles d'artilleria en els regnes espanyols, sent construïdes a Veracruz, l'Havana i Cartagena així com l'ús de l'Armada de Sobrevent contra els pirates a la ciutat de Santa Marta. En 1688 va arribar a governar Gaspar De la Truja Sandoval Silva i Mendoza, que envia a Santo Domingo una expedició per derrotar i treure als francesos que l'havien ocupat, per la qual cosa va ser necessària l'ajuda de l'Armada de Sobrevent composta de sis bucs de línia i una fragata, transportant a 2.600 soldats mexicans. El Virrei De la Truja va acudir a la mateixa per l'estat de guerra que existia entre Espanya i França. L'ocupació francesa va generar una mobilització general per tota l'illa, fins que l'Armada va arribar el 9 de novembre.
La flota va salpar de Veracruz el 19 de juliol de 1690 i se li va ordenar desallotjar les tropes franceses per mitjà d'un doble front, perquè mentre l'exèrcit partia de Santo Domingo el 21 de desembre, pocs dies després l'Armada es dirigia al port de Camamilla. Allí es van concentrar les forces, i les embarcacions es van dirigir a Guárico i així ocupar el pas de Port Paix, i evitar que els francesos s'aprovisionessin. En aquesta batalla van morir 400 francesos i 47 espanyols, aconseguint la desocupació francesa de Guárico.
El Virrei Juan da Acuña de Casa Fort va establir en 1722 la primera fosa d'artilleria en Orizaba, Veracruz. Durant el seu mandat va generar grans beneficis en qüestions militars doncs es van capturar una balandra i una fragata angleses que s'encarregaven del tràfic de pal de tint, tot això entre Cap Catoche i l'illa de Cozumel. L'èxit va generar que fossin armades en Campeche diverses piragües que després comandaria Esteban de la Barca sorprenent amb 24 homes en el Riu Belize a una fragata de 24 canons amb quaranta-quatre marins anglesos.
Durant l'última cambra del segle XVII es van realitzar noves expedicions dirigides per la Nova Espanya, car l'ambaixador d'Espanya a Moscou va informar que els russos es trobaven per aquestes terres, així que es va emprendre una campanya de reconeixement del nord de les Califòrnies per trobar establiments russos. D'aquesta manera Juan Francisco de la Bodega y Quadra va descobrir la desembocadura del Riu Columbia a la qual va donar el nom d'entrada d'Haceta així com el pic de San Jacinto, avui conegut com la muntanya Edgecumb a la ciutat de Sitka, Alaska i el Port de Bucareli a l'Illa Príncep de Gal·les. En 1776 es va ordenar una nova expedició, per la qual cosa es van manar construir en Guayaquil les corbetes "Princesa" i "Favorita" que van sortir de San Blas l'11 de febrer de 1779 al comandament de Juan Francisco de la Bodega y Quadra i Ignacio Arteaga.
En Orizaba es van construir els primers canons barrinats i tornejats en sòlid, en calibre de quatre, per Diego de Pans. L'octubre de 1789 el Virrei Juan Vicente de Güemes Pacheco i Padilla va manar folrar de coure els cascos dels guardacostes. En 1790 es va manar una nova expedició amb direcció al nord composta d'una flotilla amb la Fragata "Concepción", el paquebot "San Carlos" i la balandra "Princesa Real", amb la finalitat de colonitzar l'illa de Nutka, el comandant, Francisco Eliza va aconseguir construir algunes edificacions, ordenant als oficials Salvador Fidalgo i Manuel Quimper exploració, conquesta i l'aixecament de plànols d'aquesta. L'última expedició va sortir d'Acapulco amb les goletes "Subtil" i "Mexicana" que eren comandades per Dionisio Alcalá Galiano i Cayetano Valdés, que es van trobar amb els navegants George Vancouver i Broughton que realitzaven les mateixes recerques. El Tinent de Navili Jacinto Caamaño, va ser enviat al costat de la seva fragata "Aranzazú" a explorar el nord. Caamaño va sortir de San Blas el 20 de març de 1792 recorrent durant 6 mesos la part septentrional de l'illa de la Reina Carlota i el sud de l'illa Príncep de Gal·les. Es troba doncs les raons històriques, en el Mèxic novohispà, per les quals moltes vegades en les toponímies de diversos països com el Canadà i els Estats Units és troben noms hispans.
Espanya, que es va aliar amb França després de les signatures de la Pau de Basilea, va implicar que després de la signatura del Tractat de Sant Ildefons existís de nou compte una ruptura de relacions amb la Gran Bretanya. En els anys posteriors, Espanya ja no va poder mantenir el poder naval que ho havia caracteritzat i per contenir les hostilitats d'Anglaterra, que van acabar en un desastre espanyol durant la batalla de Trafalgar, ocàs del poder naval espanyol. Els anglesos doncs transitaven amb llibertat per costes mexicanes fent-se de queviures en els ports, no obstant això, ja no existia marina de guerra que les protegís, les demandes dels virreies mai van ser escoltades, car el poder que abans Espanya va tenir s'havia perdut. En 1808, a partir de l'abdicació de Fernando VII en favor de Napoleó, i l'esclat de la Guerra de la Independència Espanyola i la desobediència del virrei Venegas que no acatava les ordres de Madrid, van començar a gestar la lluita d'independència a Mèxic.

### Guerra d'Independència

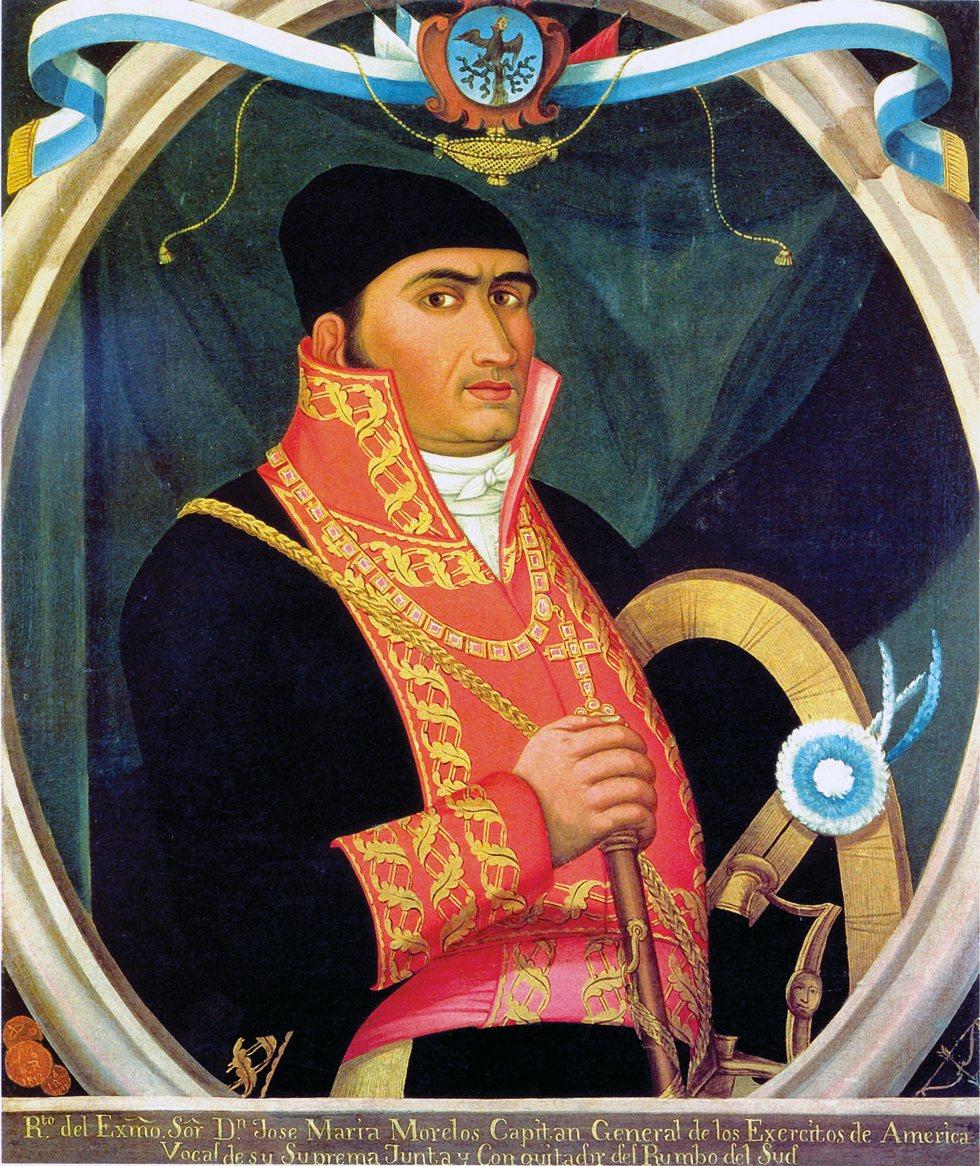
Morelos va creure convenient aconseguir d'alguna forma el control del comerç marítim imperial.

El moviment d'Independència de Mèxic va ser lent i difícil, afermat gràcies a diversos esdeveniments tenint com a conseqüència immediata la terminació de tres segles de dominació espanyola en territori mexicà. En els plans estratègics dels insurgents, van existir diverses operacions logístiques per aconseguir un control de les més importants vies de comunicació, amb el qual podrien assegurar un millor control de territoris que beneficiaria al desplaçament de la seva tropa així com la generació de queviures. El control de les vies marítimes va ser, de certa forma, una de les tantes preocupacions dels capitosts insurgents, malgrat que aquests estaven en certa manera restringits a ella per no comptar amb els suficients recursos econòmics.

### Intents de Reconquesta a Mèxic
Els anys de gestació de Mèxic com a país es troben entre els anys 1821 i 1854. Mèxic, en aconseguir-se consagrar com un país independent, es va enfrontar a una inestabilitat de tots nivells i ordres, car existien guerres civils per tots costats. Existia a Mèxic una lluita per com s'hauria d'organitzar el país, uns creien que el model colonial seria el millor mentre que uns altres consideraven millor el model liberal, encara que aquest impliqués un gran canvi per a la nació.
Així doncs, l'agitada vida política del primer mig segle com a país independent van desviar l'atenció del govern dels assumptes marítims i l'enfortiment de l'Armada de Mèxic, malgrat que aquesta hagués estat necessària.
Durant els primers anys de Mèxic com a país independent es trobava un constant perill a la nounada nació, perquè van existir alguns conats estrangers que van posar al descobert la feblesa del poder naval de Mèxic, en aquest llavors gairebé nul. Antonio de Medina Miranda, en aquests moments ministre de guerra i marina durant el regnat d'Agustín de Iturbide, va ser el primer a indicar la necessitat de la Marina mexicana per vèncer a l'últim reducte espanyol, que es trobava en San Juan de Ulúa. Amb l'arribada del Brigadier espanyol Francisco Lemaur, es va trencar foc sobre el port de Veracruz, obligant a l'Estat Mexicà a organitzar un bloqueig i fustigació naval en 1825, que culminaria amb la presa de San Juan d'Ulúa pel capità Pedro Sainz de Baranda y Borreyro, sent aquesta la primera batalla lliurada per l'Armada de Mèxic.

### Primera Intervenció Francesa
La Primera Intervenció Francesa, es desenvolupa l'any 1838 i és usualment referida amb el peculiar nom de la Guerra dels Pastissos, ja que va tenir com a antecedents les reclamacions que França cap al govern mexicà per les Declaracions Provisionals de 1827, en les quals es denunciaven saquejos i danys a propietats de francesos durant uns disturbis a Mèxic com el van ser el Motí del Parien, Tehuantepec, Oaxaca i Orizaba. Un dels molts danys que reclamaven els francesos va ser la d'un pastisser que treballava en Tacubaya, en la qual exigia una suma de $60.000, que suposadament s'havien menjat els rebels. França va exigir a Mèxic la suma de $600.000 mil pesos per cobrir la completa indemnització als ciutadans francesos que havien estat perjudicats. El govern mexicà no es va voler fer responsable dels danys que s'havien efectuat durant la guerra civil, proposant la solució del problema a un tercer, la qual cosa va rebre la negativa del baró de Deffaudis, enviant una esquadra al comandament de Bazoche que va declarar el 16 d'abril de 1838, un bloqueig a tots els ports mexicans, danyant encara més l'economia mexicana. Com Mèxic no va accedir a aquelles condicions a les quals Charles Baudin exigia, la guerra va començar. L'esquadra francesa va trencar foc sobre Ulúa que va sofrir seriosos danys. El baluard de San Miguel va quedar completament destruït i els morts i ferits van ser en la seva major part de l'Armada de Mèxic, sent un d'ells, el Capità de Fragata Blas Godínez Brito. El 28 de novembre de 1838 els marins i soldats que defensaven Ulúa, no tenint un altre camí, van capitular. L'esquadra francesa que va arribar al Golf de Mèxic durant la primera intervenció francesa, va estar conformada, principalment per les Fragates Glorie, Médée, Créole, Naiade, Herminie, Iphigénie, els bergantínes Cuirassier, Zebre, Lapérousse, Eclipsi, Laurier, Dunois, Volticeur, Dupetit, les bombardas Cyclope i Vulcain i les corbetes Sarcelle i Fortun.

### Intervenció nord-americana a Mèxic
Al segle XIX Estats Units tenia objectius expansionistes i imperialistes doncs va establir diverses estratègies de compra i, en defecte d'això, de conquesta en pro de posseir noves terres. Texas, va fer cas omís a Mèxic i va confirmar la seva incorporació als Estats Units el 4 de juliol de 1845. No obstant això, Estats Units pretenia fer a Mèxic reconèixer al Río Bravo com el veritable límit de Texas i a més d'això pressionava la venda del territori de Califòrnia. Els Estats Units van col·locar tropes a la frontera mexicana amb el pretext de resguardar d'un possible atac mexicà a Texas, la qual cosa evidentment va donar inici al conflicte. L'Armada de Mèxic, per la seva banda només existia en els papers, gairebé tot el personal de marina es trobava a les ordres de generals de l'exèrcit, servia en les fortaleses militars o en les casernes costaneres de l'exèrcit.
El 23 de maig els Estats Units notificaren al congrés mexicà que aquest ja havia annexat a Texas, la qual cosa va generar que Mèxic es negués a reconèixer el tractat.
El capità de fragata Tomás Marín, que era el Comandant General de la Costa de Sotavent, va reunir tots els mitjans que tenia a les seves mans per protegir el Fort d'Alvarado, amb l'ajuda del capità de fragata Pedro Díaz Tafaner, comandant del fortí i Juan Laine, Comandant del Fortí de Santa Teresa. L'artilleria de la Marina, es trobava en molt mal estat i solament era manejada per 30 mariners, 1 conestable i 8 soldats d'infanteria. La població civil va ser evacuada, quedant al poble uns piquets de la Guàrdia Nacional d'Alvarado, Tlacotalpan, Cosamaloapan i Acayucan.
El 14 de desembre Matthew Perry aconsegueix prendre Ciutat del Carmèn i el 5 de març de 1847 arriba el General Winfield Scott a Anton Lizardo per aconseguir coordinar juntament amb Conner el pla del desembarcament de tropes amb la finalitat de prendre Veracruz. 8600 Homes que havien estat dividits en tres grans columnes van desembarcar el 9 de març en platja Collado, després de la qual cosa van avançar sense trobar resistència. El 22 de març les forces nord-americanes es trobaven en posició d'atac, tant per mar com per terra, exigint el Gral. Winfield Scott al Gral. Juan Morales la rendició i evacuació de la plaça, per a això va donar un termini de dues hores. Morales va optar pel combat sabent per endavant les nul·les possibilitats de victòria. El bombardeig es va iniciar a les quatre de la tarda i va continuar durant tota la nit fins al 27 de març quan va caure Veracruz en mans invasores. Durant els anys de guerra els ports mexicans del Pacífic i Golf van ser bloquejats i presos, caient diversos marins en diverses accions.
Després de la pèrdua de la capital, i ja sense poder continuar amb resistència possible, ja que Mèxic mancava de les armes i poder econòmics suficients per continuar la guerra des d'altres fronts, es va negociar un tractat de pau, signat en Guadalupe Hidalgo, per representants de Mèxic i dels Estats Units el febrer de 1848. El suposat tractat va estar titulat com a “Tractat de pau, amistat i límits”. Aquesta guerra va ser molt desigual, no obstant això tant la marina com l'exèrcit mexicà van barallar en defensa del territori, que al final es va perdre.

### Segona intervenció francesa a Mèxic
La participació militar de l'Armada de Mèxic durant la Guerra de Reforma va ser gairebé nul·la, sent la Segona Intervenció francesa el retorn històric de la marina de guerra. El govern liberal mexicà era en aquest llavors constantment pressionat pels Estats Units amb la finalitat que Mèxic dugués a terme tractats amb el govern nord-americà, perquè volien que se'ls atorgués moltes concessions com va succeir en el cas del Tractat McLane-Ocampo i amb la sol·licitud de Buchanan al Congrés de Mèxic perquè aquesta creés una llei que els autoritzés a les forces nord-americanes l'ús de les seves forces per "garantir" els drets i interessos dels seus ciutadans residents a Mèxic, buscant mantenir la supremacia política i econòmica nord-americana en el continent americà. Aquesta política va arribar a preocupar a les potències europees que sempre havien controlat la zona. França, Anglaterra i Espanya havien cregut convenient l'establiment i suport de governs que fossin monàrquic-constitucionals en el continent americà, per posar fi a les ambicions que tenien els Estats Units.
Sabent les potències dels problemes en els quals estava el govern liberal mexicà per pagar tots els deutes sorgits per les constants guerres, Anglaterra i França es van posar d'acord el setembre de 1861 per pressionar al govern mexicà, per la qual cosa van enviar una flota que va ocupar les duanes marítimes mexicanes, fet que creien seria suficient per al pagament de les seves reclamacions. Espanya per la seva banda, va enviar forces de Cuba per atacar Tampico i Veracruz, proposant d'igual forma a França i Anglaterra una operació conjunta per aconseguir el pagament dels seus deutes i posar “ordre” a Mèxic, en aquesta opinió va estar d'acord França però no Anglaterra, acció que va destruir l'aliança formada entre les tres potències. No obstant això França tenia plans d'intervenir en la política mexicana i imposar un govern monàrquic que treballés sota l'ordre francès, la qual cosa va tenir el suport de marquistes i conservadors mexicans, per la qual cosa en comptes d'anar-se'n a Pas Ample com havien promès al govern mexicà en els tractats de la Solitud, es van establir a Còrdova. El Golf de Mèxic va ser escenari de constants desembarcaments i preses de ports pels francesos. L'Armada de França va començar a atacar els principals ports mexicans en 1864 utilitzant la seva poderosa força naval, de molts marins, embarcacions i municions amb la finalitat de controlar el govern de Maximiliano, per a això van col·locar embarcacions a cuidar en els ports de Matamoros, Tampico, Veracruz, Alvarado, Campeche, Sisal, Guaymas, Mazatlán, Manzanillo i Acapulco el que va seguir fins a setembre de 1866 quan van retirar totes les seves forces que es trobaven a Mèxic.

### Segona intervenció nord-americana a Mèxic

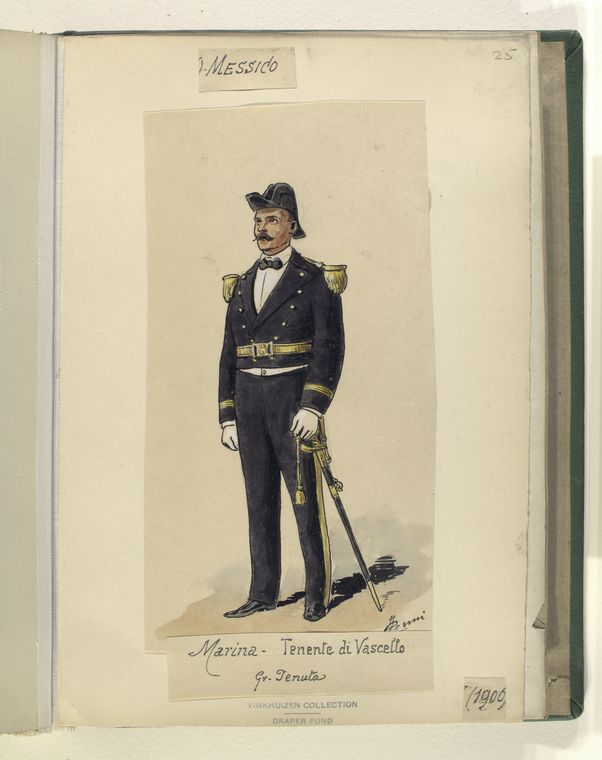
Dibuix de l'uniforme d'un Tinent de corbeta de l'Armada mexicana el 1906.

La deterioració de les relacions diplomàtiques amb el govern dels Estats Units i la guerra civil ocorreguda a Mèxic després de la mort del president constitucional dels Estats Units Mexicans, Francisco Madero, van portar al que es coneix com la segona Intervenció nord-americana. Amb el llançament del Pla de Guadalupe el 26 de març de 1913 per Venustiano Carranza amb la finalitat d'enderrocar a Victoriano Huerta, van començar a lliurar-se els primers enfrontaments a principis del mes de maig, entre les forces constitucionalistes i els federals. Emiliano Zapata, va aconseguir des del sud combatre el govern federal, qui malgrat els intents de Victoriano Huerta perquè aquest s'unís al seu exèrcit, va fer cas omís a la seva carta, va afusellar al Coronel Pascual Orozco, pare del Gral. Pascual Orozco i el 30 de maig de 1913 va canviar el Pla d'Ayala, desconeixent al govern usurpador.
Amb l'entrada de Woodrow Wilson al poder dels Estats Units, l'antic ambaixador nord-americà Henry Lane Wilson va ser retirat del càrrec, acusat d'intervenció en els assassinats de Francisco Madero i José María Pi Suárez, després d'aquest fet, Wilson va desconèixer el govern huertista, canviant radicalment la política nord-americana. Wilson, a més d'aquest canvi, el 3 de febrer de 1914 va suspendre l'embargament d'armes que existia amb els revolucionaris, reconeixent als revolucionaris com a part bel·ligerant, per la qual cosa l'obtenció d'armes seria més fàcil. Wilson, va posar tota la seva política a favor dels revolucionaris. No obstant això, les esperances que el govern nord-americà va posar en ells es van veure frustrades amb l'entrada del General Obregón a la Ciutat de Mèxic i la presència de “l'Home de Quatre pantans”. És llavors, al mateix temps dels anteriors esdeveniments que sorgeix la Segona Intervenció nord-americana l'abril de 1914, amb motiu de la crisi diplomàtica entre els dos països. En conèixer els nord-americans la notícia que un vaixell alemany de nom Ipiranga (el mateix vaixell que va portar a Porfirio Díaz amb direcció a Europa) duia un carregament important d'armes i municions al govern de Victoriano Huerta, la intervenció nord-americana es desencadena en el port de Veracruz, distingint-se la població civil i els cadets de l'Escola Naval Militar en la defensa del port.
Al començament del mes d'abril de 1914, el Departament d'Estat dels Estats Units havia donat instruccions a tots els consolats que es trobaven en aquest llavors a Mèxic, al fet que aquests previnguessin als seus connacionals perquè aquests estiguessin preparats per a una “mobilització que protegiria la seguretat dels nord-americans i les seves famílies”. La premsa nacional i estrangera, va prendre amb serietat aquesta notícia doncs ja molts parlaven de l'imminent que era una intervenció dels Estats Units en territori mexicà. Enfront del port de Tampico es trobaven les embarcacions: Connecticut, Dolphin, Des Moines, Cyclops i Solaci, totes al comandament de l'almirall Frank Friday Fletcher. A prop, però fora de la badia de Veracruz es trobaven d'igual forma els cuirassats Utha i Florida, als quals el 8 d'abril se'ls unirien el cuirassat Minnesota, el creuer lleuger Chester i el carrega-mines San Francisco, mostrant així el seu poder naval enfront de les costes mexicanes.

## Estructura

### Organització
L'Armada de Mèxic compta amb una caserna general i dues forces navals que es divideixen en 7 regions, 13 zones, 13 sectors navals i 20 Flotilles i Esquadrilles d'Unitats de Superfície, que conforma a la nova reestructuració publicada en el Comunicat de Premsa 003/2015 Reestructuració de Comandaments en Regions i Zones Navals del País de la Secretaria de Marina Armada de Mèxic.
Litoral del Golf de Mèxic i Mar Carib
Primera Regió Naval amb seu a Veracruz, Veracruz, agrupant a:
- Primera Zona Naval i Primera Flotilla amb seu a Ciutat Madero, Tamaulipas.
- Tercera Zona Naval i Tercera Flotilla amb seu a Coatzacoalcos, Veracruz.
- Primera Esquadrilla amb seu a Veracruz, Veracruz, dependent de la Tercera Zona Naval.

Tercera Regió Naval i Setena Esquadrilla amb seu a Lerma, Campeche, agrupant a:
- Cinquena Zona Naval i Tercera Esquadrilla amb seu a Frontera, Tabasco.
- Setena Zona Naval i Cinquena Esquadrilla amb seu a Ciutat del Carmèn, Campeche.

Cinquena Regió Naval amb seu a Illa Dones, Quintana Roo, agrupant a:
- Novena Zona Naval i Cinquena Flotilla amb seu a Yukalpetén, Yucatán.
- Desè Primera Zona Naval i Desè Primera Esquadrilla amb seu a Chetumal, Quintana Roo.
- Sector Naval i Novena Esquadrilla, amb seu a Cozumel, Quintana Roo.

Litoral de l'Oceà Pacífic
Segona Regió Naval i Segona Flotilla amb seu a Ancorada, Baixa Califòrnia, agrupant a:
- Segona Zona Naval i Quarta Esquadrilla amb seu a La Pau, Baixa Califòrnia Sud.
- Sector Naval i Segona Esquadrilla amb seu a Port Cortès, Baixa Califòrnia Sud.

Quarta Regió Naval i Quarta Flotilla amb seu a Guaymas, Sonora, agrupant a:
- Quarta Zona Naval i Sisena Flotilla amb seu a Mazatlán, Sinaloa.

Sisena Regió Naval i Vuitena Flotilla amb seu a Manzanillo, Colima, agrupant a:
- Sisena Zona Naval amb seu a San Blas, Nayarit.
- Vuitena Zona Naval i Sisena Esquadrilla amb seu a Puerto Vallarta, Jalisco.
- Desena Zona Naval i Desena Flotilla amb seu a Lázaro Cárdenas, Michoacán.

Vuitena Regió Naval i Desè Segona Flotilla amb seu a Acapulco, Guerrero, agrupant a:
- Desè Segona Zona Naval i Desè Quarta Flotilla amb seu a Salina Cruz, Oaxaca.
- Desè Quarta Zona Naval i Vuitena Esquadrilla amb seu a Puerto Chiapas, Chiapas.

I una Caserna General de l'Alt Comandament amb seu a la Ciutat de Mèxic, Districte Federal.

### Rangs
| Almiralls     | Almiralls           | Almiralls | Almiralls    | Capitans       | Capitans         | Capitans          | Oficials          | Oficials         | Oficials          | Oficials          | Classe i Marineria           | Classe i Marineria | Classe i Marineria | Classe i Marineria |
| Pala Maniguet |                     |           |              |                |                  |                   |                   |                  |                   |                   |                              |                    |                    |                    |
| Grau          | Secretari de Marina | Almirall  | Vicealmirall | Contraalmirant | Capità de Navili | Capità de Fragata | Capità de Corbeta | Tinent de Navili | Tinent de Fragata | Tinent de Corbeta | Guarda Marina/Primer Maestre | Segon Maestre      | Tercer Maestre     | Cap                |

Els rangs en l'Armada de Mèxic, de la mateixa forma que en l'Exèrcit Mexicà i la Força Aèria Mexicana es classifiquen en 5 categories que són: Almiralls, Capitans, Oficials, Classes i Marineria. L'equivalència dels rangs entre l'Armada, la Força Aèria i l'Exèrcit de menor a major grau es distribueixen de la següent manera:
| Armada                      | Força Aèria                      | Exèrcit                          |
| --------------------------- | -------------------------------- | -------------------------------- |
| Grumet                      | Soldat                           | Soldat                           |
| Mariner                     | Soldat de Primera                | Soldat de primera                |
| Cap de Canó                 | Cap                              | Cap                              |
| 3.er Maestre                | Sergent Segon                    | Sergent Segon                    |
| 2.º Maestre                 | Sergent Primer                   | Sergent Primer                   |
| Guardamarenc/Primer Maestre | Sotstinent                       | Sotstinent                       |
| Tinent de Corbeta           | Tinent                           | Tinent                           |
| Tinent de Fragata           | Capità Segon                     | Capità Segon                     |
| Tinent de Navili            | Capità Primer                    | Capità Primer                    |
| Capità de Corbeta           | Major                            | Major                            |
| Capità de Fragata           | Tinent Coronel                   | Tinent Coronel                   |
| Capità de Navili            | Coronel                          | Coronel                          |
| Contralmirant               | General de Grup                  | General Brigadier                |
| Vicealmirall                | General d'Ala                    | General de Brigada               |
| Almirall                    | General de Divisió               | General de Divisió               |
| Secretari de Marina         | Secretari de la Defensa Nacional | Secretari de la Defensa Nacional |

### Sistema Educatiu Naval
El Sistema Educatiu Naval és Administrat per l'Oficialía Major de marina a través de la Direcció general adjunta d'Educació Naval, la qual és responsable de la seva eficient operació. Atén els nivells acadèmics de capacitació, ensinistrament, formació tècnica professional, estudis de postgrau i educació contínua.
L'Armada ofereix diverses opcions en estudis de llicenciatura en els seus planters educatius.
Heroica Escola Naval Militar
És l'escola on es formen els futurs Oficials del Cos General de l'Armada, es pot ingressar una vegada acabada l'escola secundària o el batxillerat. En acabar els estudis s'obté el grau de Tinent de Corbeta Cos General i el títol de Llicenciat en Enginyeria en Ciències Navals. Se situa en el poblat d'Antón Lizardo, a 32 km al sud-est del port de Veracruz.
Escola Mèdic Naval
Aquesta escola ofereix carrera de Mèdic Cirurgià Naval, es formen Oficials amb coneixements per a la prevenció i atenció de la salut del personal naval. En aprovar el teu examen professional els graduats obtenen el grau Naval Militar de Tinent de Corbeta. Es troba en la Ciutat de Mèxic.
Escola d'Enginyers de l'Armada
A l'Escola d'Enginyers de l'Armada es formen als Oficials responsables del manteniment preventiu i correctiu als sistemes i equip electrònic instal·lats en els bucs i instal·lacions de l'Armada de Mèxic. Aquesta escola ofereix la carrera d'Enginyer en Electrònica i Comunicacions Navals. Es localitza entre el Poblat de Mata de Raïm i Antón Lizardo, a 32 km del Port de Veracruz.
Escola d'Infermeria
Aquí s'imparteix la Llicenciatura en Infermeria Naval. Té una durada de vuit semestres, en aquesta escola es formen als Oficials amb els coneixements i habilitats necessaris perquè puguin assistir al personal mèdic en l'atenció als pacients dels hospitals, sanatoris, clíniques, seccions sanitàries en terra, a bord dels bucs i en Centre Mèdic Naval.
Escola d'Intendència Naval
Es formen Oficials del Servei d'Administració i Intendència Naval, Intendents, preparant-los amb els coneixements Inherents a l'Administració, Comptabilitat i funcions auxiliars de la Logística Naval.
Escola d'Electrònica Naval
Es forgen Oficials a l'àrea d'operació i manteniment d'equips i sistemes electrònics de bucs i instal·lacions de l'Armada.
Escola de Maquinària Naval
Forma Oficials a l'àrea d'operació i manteniment d'equips i sistemes de les unitats de superfície i dependències de l'Armada.
Escola d'Aviació Naval
L'Escola d'Aviació Naval capacita els pilots de l'Armada de Mèxic així com personal de la Policia Federal Preventiva i membres de les armades de diferents països de Centreamèrica. Aquesta escola està localitzada a la base de les Baixades, Veracruz.
Escola de Recerca, Rescat i Busseig
Localitzada en Acapulco, capacita elements d'Armada per a activitats de cerca, rescat i bussejo. També capacita a policies i bombers.
Centre d'Estudis Superiors Navals
També conegut com a CESNAV té com a funció desenvolupar els coneixements superiors d'ordre naval, científic i marítims generals, aquí s'imparteixen els mestratges en Seguretat Nacional i en Seguretat de la Informació, així com el Diplomat d'Estat Major i les especialitats en Comandament Naval, Sistemes d'Armes, Electrònica Naval, Anàlisi d'Operacions, Comunicacions Navals i Logística Naval. Té un campus en la Ciutat de Mèxic i un altre a Veracruz.

### Construcció Naval
L'Armada de Mèxic compta amb cinc drassanes per a la fabricació i reparació de les seves unitats, aquests són:
- En el Golf de Mèxic
  - Drassana de Marina 1 (ASTIMAR 1) en Tampico, Tamaulipas
  - Drassana de Marina 3 (ASTIMAR 3) en Coatzacoalcos, Veracruz
- En l'Oceà Pacífic
  - Drassana de Marina 6 (ASTIMAR 6) en Guaymas, Sonora
  - Drassana de Marina 18 (ASTIMAR 18) en Acapulco, Guerrero
  - Drassana de Marina 20 (ASTIMAR 20) en Salina Creu, Oaxaca

Altres Instal·lacions:
- Centre de Reparació Naval número 5 en Frontera, Tabasco.
- Centre de Reparació Naval número 7 en Ciutat del Carmen, Campeche.
- Centre de Reparació Naval número 11 en Chetumal, Quintana Roo.
- Centre de Reparació Naval número 14 en Manzanillo, Colima.
- Arsenal Nacional número 3 en Sant Joan d'Ulúa, Veracruz.

## Servei Militar Nacional Naval
L'ensinistrament del Servei Militar Nacional que s'imparteix en l'Armada de Mèxic té com a principal prioritat induir en els joves mexicans en edat reglamentària els valors cívics–morals, que els permeti una millor integració a la societat, fomentar el nacionalisme i el respecte als símbols patriòtics.
Centres d'Ensinistrament d'Infanteria de Marina del Servei Militar Nacional:
- CAIMSMN 1	 Cd. Madero, Tamps.
- CAIMSMN 2	 Ancorada B.C.
- CAIMSMN 3	 Veracruz, Veure.
- CAIMSMN 4	 Guaymas, Són.
- CAIMSMN 5	 Cd. del Carmèn, Camp.
- CAIMSMN 6	 Lázaro Cárdenas, Mich.
- CAIMSMN 7	 Illa Dones Q.Rosego.
- CAIMSMN 8	 Acapulco, Gro.
- CAIMSMN 9	 Tuxpan, Veure.
- CAIMSMN 10	 Salina Cruz Oax.
- CAIMSMN 11	 Coatzacoalcos, Veure.
- CAIMSMN 12	 Mazatlán, Sense.
- CAIMSMN 14	 Pto. Vallarta, Jal.
- CAIMSMN 15	 Lerma Camp.
- CAIMSMN 16	 Manzanillo, Col.
- CAIMSMN 17	 Yukalpetén, Yuc.
- CAIMSMN 18	 Pto. Chiapas, Chis.
- CAIMSMN 19	 Chetumal, Q. Rosego.
- CAIMSMN 20	 Pto. Penyal, Són.
- CAIMSMN 21	 Matamoros, Tamps.
- CAIMSMN 22	 La Pau, B.C.S.
- 1/ER.REGIMENT Districte Federal

## Unitats Militars de l'Armada de Mèxic

### Força Naval de l'Armada de Mèxic

#### Unitats de Superfície
Vegeu també: Bucs retirats de l'Armada de Mèxic

##### Bucs d'Altamar, Vigilància Oceànica i Costanera
| Nau                             | Serial                          | País d'Origen                   | Classe | Notes                           | Imatge                          |
| Fragates                        | Fragates                        | Fragates                        | Fragates | Fragates                        | Fragates                        |
| Classe Bravo (Classe Bronstein) | Classe Bravo (Classe Bronstein) | Classe Bravo (Classe Bronstein) | Classe Bravo (Classe Bronstein) | Classe Bravo (Classe Bronstein) | Classe Bravo (Classe Bronstein) |
| ------------------------------- | ------------------------------- | ------------------------------- | --- | ------------------------------- | ------------------------------- |
| ARM Bravo                       | F-201                           | Estats Units                    | Classe Bravo (Classe Bronstein) |                                 |                                 |
| ARM Galeana                     | F-202                           | Estats Units                    | Classe Bravo (Classe Bronstein) |                                 |                                 |
| Classe Allende (Classe Knox)    |                                 |                                 | |                                 |                                 |
| ARM Allende                     | F-211                           | Estats Units                    | Classe Allende (Classe Knox) |                                 |                                 |
| ARM Abasolo                     | F-212                           | Estats Units                    | Classe Allende (Classe Knox) |                                 |                                 |
| ARM Victoria                    | F-213                           | Estats Units                    | Classe Allende (Classe Knox) |                                 |                                 |
| ARM Mina                        | F-214                           | Estats Units                    | Classe Allende (Classe Knox) |                                 |                                 |
| Naus d'Assalt Anfibi            |                                 |                                 | |                                 |                                 |
| ARM Papaloapan                  | A-411                           | Estats Units                    | Classe Papaloapan (Classe Newport) |                                 |                                 |
| ARM Usumacinta                  | A-412                           | Estats Units                    | Classe Papaloapan (Classe Newport) |                                 |                                 |
| Naus de suport Logístic         |                                 |                                 | |                                 |                                 |
| ARM Montes Azules               | BAL-01                          | Mèxic                           | Classe Montes Azules (Tipo LST) |                                 |                                 |
| ARM Libertador                  | BAL-02                          | Mèxic                           | Classe Montes Azules (Tipo LST) |                                 |                                 |
| Naus Patrulla Llançamissils     |                                 |                                 | |                                 |                                 |
| ARM Huracán                     | A-301                           | Israel                          | Classe Huracà (Classe Sa'ar 4.5) |                                 |                                 |
| ARM Tormenta                    | A-302                           | Israel                          | Classe Huracà (Classe Sa'ar 4.5) |                                 |                                 |
| Naus de Patrulla Oceànica       |                                 |                                 | |                                 |                                 |
| Classe Valle - (Clase Auk)      |                                 |                                 | |                                 |                                 |
| ARM Barreda                     | PO-102                          | Estats Units                    | Classe Valle |                                 |                                 |
| ARM Escobedo                    | PO-103                          | Estats Units                    | Classe Valle |                                 |                                 |
| ARM Doblado                     | PO-104                          | Estats Units                    | Classe Valle |                                 |                                 |
| ARM Santos                      | PO-106                          | Estats Units                    | Classe Valle |                                 |                                 |
| ARM Álvarez                     | PO-108                          | Estats Units                    | Classe Valle |                                 |                                 |
| ARM Zamora                      | PO-109                          | Estats Units                    | Classe Valle |                                 |                                 |
| ARM Farías                      | PO-110                          | Estats Units                    | Classe Valle |                                 |                                 |
| ARM Zarco                       | PO-112                          | Estats Units                    | Classe Valle |                                 |                                 |
| ARM Vallarta                    | PO-113                          | Estats Units                    | Classe Valle |                                 |                                 |
| ARM Ortega                      | PO-114                          | Estats Units                    | Classe Valle |                                 |                                 |
| ARM Matamoros                   | PO-117                          | Estats Units                    | Classe Valle |                                 |                                 |
| Classe Uribe                    |                                 |                                 | |                                 |                                 |
| ARM Azueta                      | PO-122                          | Espanya                         | Classe Uribe |                                 |                                 |
| ARM Baranda                     | PO-123                          | Espanya                         | Classe Uribe |                                 |                                 |
| ARM Bretón                      | PO-124                          | Espanya                         | Classe Uribe |                                 |                                 |
| ARM Blanco                      | PO-125                          | Espanya                         | Classe Uribe |                                 |                                 |
| ARM Monasterio                  | PO-126                          | Espanya                         | Classe Uribe |                                 |                                 |
| Classe Holzinger                |                                 |                                 | |                                 |                                 |
| ARM Holzinger                   | PO-131                          | Mèxic                           | Classe Holzinger |                                 |                                 |
| ARM Godinez                     | PO-132                          | Mèxic                           | Classe Holzinger |                                 |                                 |
| ARM De la Vega                  | PO-133                          | Mèxic                           | Classe Holzinger |                                 |                                 |
| ARM Berriozábal                 | PO-134                          | Mèxic                           | Classe Holzinger |                                 |                                 |
| Classe Serra                    |                                 |                                 | |                                 |                                 |
| ARM Sierra                      | PO-141                          | Mèxic                           | Classe Serra |                                 |                                 |
| ARM Prieto                      | PO-143                          | Mèxic                           | Classe Serra |                                 |                                 |
| ARM Romero                      | PO-144                          | Mèxic                           | Classe Serra |                                 |                                 |
| Classe Durango                  |                                 |                                 | |                                 |                                 |
| ARM Durango                     | PO-151                          | Mèxic                           | Classe Durango | Durango class corvettes         |                                 |
| ARM Sonora                      | PO-152                          | Mèxic                           | Classe Durango | Durango class corvettes         |                                 |
| ARM Guanajuato                  | PO-153                          | Mèxic                           | Classe Durango | Durango class corvettes         |                                 |
| ARM Veracruz                    | PO-154                          | Mèxic                           | Classe Durango | Durango class corvettes         |                                 |
| Classe Oaxaca                   |                                 |                                 | |                                 |                                 |
| ARM Oaxaca                      | PO-161                          | Mèxic                           | Classe Oaxaca | ARM Oaxaca                      |                                 |
| ARM Baja California             | PO-162                          | Mèxic                           | Classe Oaxaca | ARM Oaxaca                      |                                 |
| ARM Independencia               | PO-163                          | Mèxic                           | Classe Oaxaca | ARM Oaxaca                      |                                 |
| ARM Revolución                  | PO-164                          | Mèxic                           | Classe Oaxaca | ARM Oaxaca                      |                                 |
| ARM Chiapas                     | PO-165                          | Mèxic                           | Classe Oaxaca | ARM Oaxaca                      | Botat el 19 de novembre de 2015 |
| ARM Hidalgo                     | PO-166                          | Mèxic                           | Classe Oaxaca | ARM Oaxaca                      | En construcció. Avanç 7.24%     |
| Naus de Patrulla Costera        |                                 |                                 | |                                 |                                 |
| Classe Azteca                   |                                 |                                 | |                                 |                                 |
| ARM Córdova                     | PC-202                          | Mèxic                           | Classe Azteca |                                 |                                 |
| ARM De la Fuente                | PC-208                          | Mèxic                           | Classe Azteca |                                 |                                 |
| ARM Ramírez                     | PC-210                          | Mèxic                           | Classe Azteca |                                 |                                 |
| ARM Mariscal                    | PC-211                          | Mèxic                           | Classe Azteca |                                 |                                 |
| ARM Mújica                      | PC-216                          | Mèxic                           | Classe Azteca |                                 |                                 |
| ARM Macías                      | PC-220                          | Mèxic                           | Classe Azteca |                                 |                                 |
| ARM Tamaulipas                  | PC-223                          | Mèxic                           | Classe Azteca |                                 |                                 |
| ARM Yucatán                     | PC-224                          | Mèxic                           | Classe Azteca |                                 |                                 |
| ARM Tabasco                     | PC-225                          | Mèxic                           | Classe Azteca |                                 |                                 |
| ARM Cochimite                   | PC-226                          | Mèxic                           | Classe Azteca |                                 |                                 |
| Classe Demòcrata                |                                 |                                 | |                                 |                                 |
| ARM Demócrata                   | PC-241                          | Mèxic                           | Classe Demòcrata |                                 |                                 |
| ARM Madero                      | PC-242                          | Mèxic                           | Classe Demòcrata |                                 |                                 |
| Classe Cabo                     |                                 |                                 | |                                 |                                 |
| ARM Corrientes                  | PC-271                          | Mèxic                           | Classe Cabo |                                 |                                 |
| ARM Corzo                       | PC-272                          | Mèxic                           | Classe Cabo |                                 |                                 |
| ARM Catoche                     | PC-272                          | Mèxic                           | Classe Cabo |                                 |                                 |
| Classe Punta                    |                                 |                                 | |                                 |                                 |
| ARM Morro                       | PC-281                          | Mèxic                           | Classe Punta |                                 |                                 |
| ARM Mastun                      | PC-282                          | Mèxic                           | Classe Punta |                                 |                                 |
| Classe Tenochtitlan             |                                 |                                 | |                                 |                                 |
| ARM Tenochtitlán                | PC-331                          | Mèxic                           | Classe Tenochtitlan |                                 |                                 |
| ARM Teotihuacán                 | PC-332                          | Mèxic                           | Classe Tenochtitlan |                                 |                                 |
| ARM Palenque                    | PC-333                          | Mèxic                           | Classe Tenochtitlan | Botat l'1 de març de 2014.      |                                 |
| ARM Mitla                       | PC-334                          | Mèxic                           | Classe Tenochtitlan | Botat el 29 de maig de 2014.    |                                 |
| ARM Uxmal                       | PC-335                          | Mèxic                           | Classe Tenochtitlan | Botat el 19 de març del 2015    |                                 |
| ARM Tajín                       | PC-336                          | Mèxic                           | Classe Tenochtitlan | Botat el 12 de juny del 2015    |                                 |
| ARM Tulum                       | PC-337                          | Mèxic                           | Classe Tenochtitlan | En construcció. Avanç 37%       |                                 |
| Clase Fast Crew Supplier 5009   |                                 |                                 | |                                 |                                 |
| ARM "X"                         | PC                              | Mèxic                           | Mèxic ordena a la nau Fast Crew Supplier 5009 junt al 7° patruller tipus Damen Stan Patrol 4207, Serà construïda la drassana de l'Armada de Mèxic ASTIMAR 6 de Guaymas, Sonora. Fast Crew Supplier 5009 |                                 |                                 |

##### Patrulla Interceptora

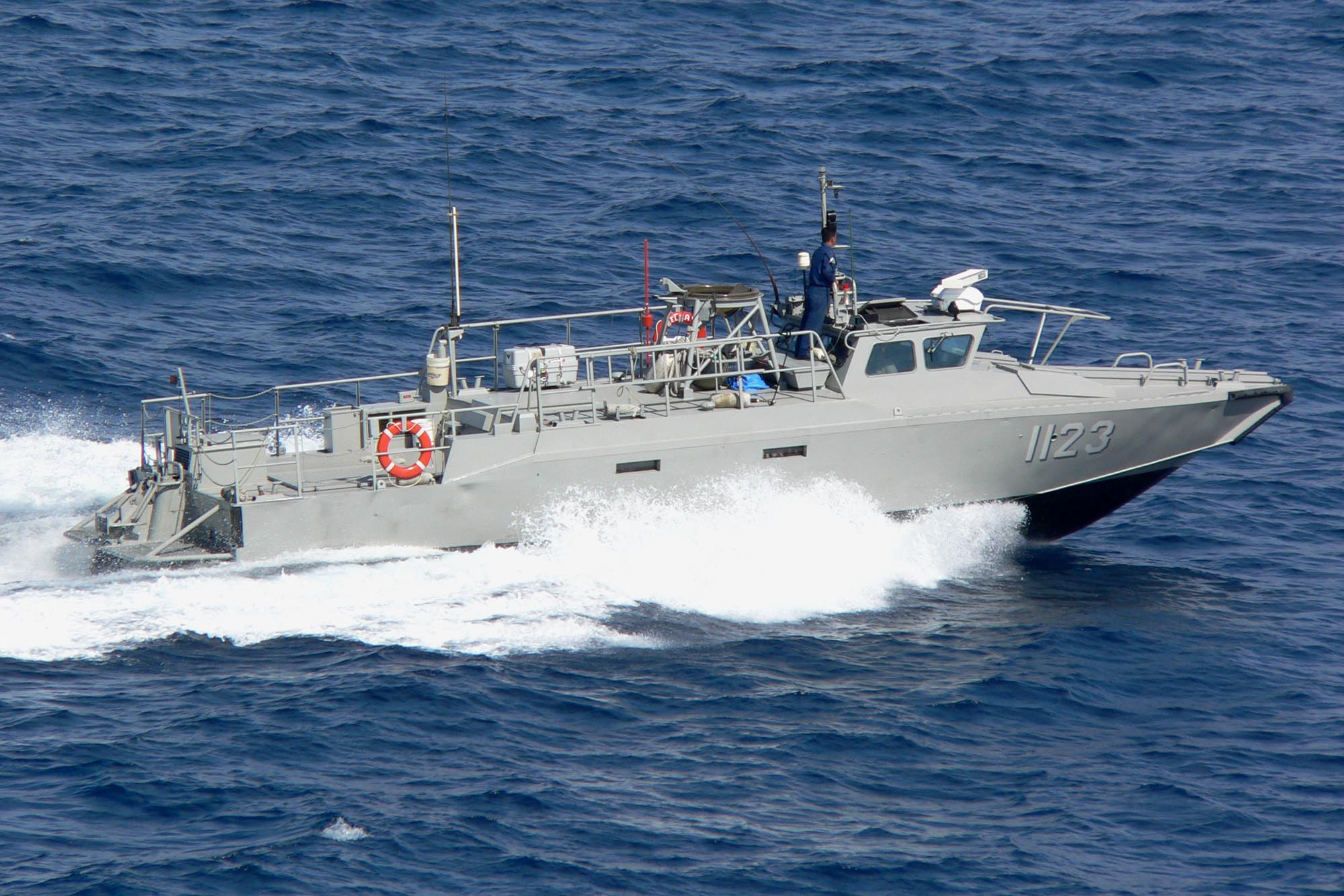
Patrulla interceptora classe Polaris.

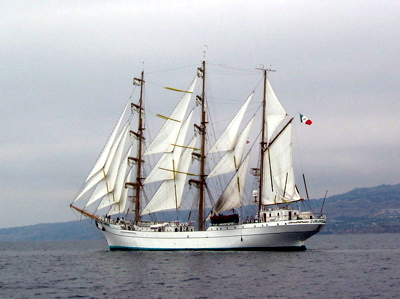
ARM Cuauhtémoc.

| Naus                                                                             | Serial                                                                           | País d'Origen                                                                    | Classe                                                                           | Naus                                                                             | Serial                                                                           | País d'Origen                                                                    | Classe                                                                           |                                                                                  |
| Patrulla Interceptora                                                            | Patrulla Interceptora                                                            | Patrulla Interceptora                                                            | Patrulla Interceptora                                                            | Patrulla Interceptora                                                            | Patrulla Interceptora                                                            | Patrulla Interceptora                                                            | Patrulla Interceptora                                                            | Patrulla Interceptora                                                            |
| Classe Polaris (Stridsbåt 90) Modificada per a Mèxic amb llicencia de Fabricació | Classe Polaris (Stridsbåt 90) Modificada per a Mèxic amb llicencia de Fabricació | Classe Polaris (Stridsbåt 90) Modificada per a Mèxic amb llicencia de Fabricació | Classe Polaris (Stridsbåt 90) Modificada per a Mèxic amb llicencia de Fabricació | Classe Polaris (Stridsbåt 90) Modificada per a Mèxic amb llicencia de Fabricació | Classe Polaris (Stridsbåt 90) Modificada per a Mèxic amb llicencia de Fabricació | Classe Polaris (Stridsbåt 90) Modificada per a Mèxic amb llicencia de Fabricació | Classe Polaris (Stridsbåt 90) Modificada per a Mèxic amb llicencia de Fabricació | Classe Polaris (Stridsbåt 90) Modificada per a Mèxic amb llicencia de Fabricació |
| -------------------------------------------------------------------------------- | -------------------------------------------------------------------------------- | -------------------------------------------------------------------------------- | -------------------------------------------------------------------------------- | -------------------------------------------------------------------------------- | -------------------------------------------------------------------------------- | -------------------------------------------------------------------------------- | -------------------------------------------------------------------------------- | -------------------------------------------------------------------------------- |
| ARM Polaris                                                                      | PI-1101                                                                          | Suecia                                                                           | Classe Polaris                                                                   | ARM Peacock                                                                      | PI-1125                                                                          | Suecia                                                                           | Classe Polaris                                                                   |                                                                                  |
| ARM Sirius                                                                       | PI-1102                                                                          | Suecia                                                                           | Classe Polaris                                                                   | ARM Betelgeuse                                                                   | PI-1126                                                                          | Suecia                                                                           | Classe Polaris                                                                   |                                                                                  |
| ARM Capella                                                                      | PI-1103                                                                          | Suecia                                                                           | Classe Polaris                                                                   | ARM Adhara                                                                       | PI-1127                                                                          | Suecia                                                                           | Classe Polaris                                                                   |                                                                                  |
| ARM Canopus                                                                      | PI-1104                                                                          | Suecia                                                                           | Classe Polaris                                                                   | ARM Alioth                                                                       | PI-1128                                                                          | Suecia                                                                           | Classe Polaris                                                                   |                                                                                  |
| ARM Vega                                                                         | PI-1105                                                                          | Suecia                                                                           | Classe Polaris                                                                   | ARM Rosalhague                                                                   | PI-1129                                                                          | Suecia                                                                           | Classe Polaris                                                                   |                                                                                  |
| ARM Achemar                                                                      | PI-1106                                                                          | Suecia                                                                           | Classe Polaris                                                                   | ARM Nunki                                                                        | PI-1130                                                                          | Suecia                                                                           | Classe Polaris                                                                   |                                                                                  |
| ARM Rigel                                                                        | PI-1107                                                                          | Suecia                                                                           | Classe Polaris                                                                   | ARM Hamal                                                                        | PI-1131                                                                          | Suecia                                                                           | Classe Polaris                                                                   |                                                                                  |
| ARM Arturus                                                                      | PI-1108                                                                          | Suecia                                                                           | Classe Polaris                                                                   | ARM Suhail                                                                       | PI-1132                                                                          | Suecia                                                                           | Classe Polaris                                                                   |                                                                                  |
| ARM Alpheratz                                                                    | PI-1109                                                                          | Suecia                                                                           | Classe Polaris                                                                   | ARM Dubhe                                                                        | PI-1133                                                                          | Suecia                                                                           | Classe Polaris                                                                   |                                                                                  |
| ARM Procyon                                                                      | PI-1110                                                                          | Suecia                                                                           | Classe Polaris                                                                   | ARM Denebola                                                                     | PI-1134                                                                          | Suecia                                                                           | Classe Polaris                                                                   |                                                                                  |
| ARM Avyor                                                                        | PI-1111                                                                          | Suecia                                                                           | Classe Polaris                                                                   | ARM Alkaid                                                                       | PI-1135                                                                          | Suecia                                                                           | Classe Polaris                                                                   |                                                                                  |
| ARM Deben                                                                        | PI-1112                                                                          | Suecia                                                                           | Classe Polaris                                                                   | ARM Alpheca                                                                      | PI-1136                                                                          | Suecia                                                                           | Classe Polaris                                                                   |                                                                                  |
| ARM Fomalhuat                                                                    | PI-1113                                                                          | Suecia                                                                           | Classe Polaris                                                                   | ARM Eltanin                                                                      | PI-1137                                                                          | Suecia                                                                           | Classe Polaris                                                                   |                                                                                  |
| ARM Pollux                                                                       | PI-1114                                                                          | Suecia                                                                           | Classe Polaris                                                                   | ARM Cochab                                                                       | PI-1138                                                                          | Suecia                                                                           | Classe Polaris                                                                   |                                                                                  |
| ARM Regulus                                                                      | PI-1115                                                                          | Suecia                                                                           | Classe Polaris                                                                   | ARM Enif                                                                         | PI-1139                                                                          | Suecia                                                                           | Classe Polaris                                                                   |                                                                                  |
| ARM Acrux                                                                        | PI-1116                                                                          | Suecia                                                                           | Classe Polaris                                                                   | ARM Shedar                                                                       | PI-1140                                                                          | Suecia                                                                           | Classe Polaris                                                                   |                                                                                  |
| ARM Spica                                                                        | PI-1117                                                                          | Suecia                                                                           | Classe Polaris                                                                   | ARM Markab                                                                       | PI-1141                                                                          | Mèxic                                                                            | Classe Polaris                                                                   |                                                                                  |
| ARM Hadar                                                                        | PI-1118                                                                          | Suecia                                                                           | Classe Polaris                                                                   | ARM Megrez                                                                       | PI-1142                                                                          | Mèxic                                                                            | Classe Polaris                                                                   |                                                                                  |
| ARM Shaula                                                                       | PI-1119                                                                          | Suecia                                                                           | Classe Polaris                                                                   | ARM Mizar                                                                        | PI-1143                                                                          | Mèxic                                                                            | Classe Polaris                                                                   |                                                                                  |
| ARM Mirfak                                                                       | PI-1120                                                                          | Suecia                                                                           | Classe Polaris                                                                   | ARM Phekda                                                                       | PI-1144                                                                          | Mèxic                                                                            | Classe Polaris                                                                   |                                                                                  |
| ARM Ankaa                                                                        | PI-1121                                                                          | Suecia                                                                           | Classe Polaris                                                                   | ARM Acamar                                                                       | PI-1145                                                                          | Mèxic                                                                            | Classe Polaris                                                                   |                                                                                  |
| ARM Bellatrix                                                                    | PI-1122                                                                          | Suecia                                                                           | Classe Polaris                                                                   | ARM Diphda                                                                       | PI-1146                                                                          | Mèxic                                                                            | Classe Polaris                                                                   |                                                                                  |
| ARM Armelnath                                                                    | PI-1123                                                                          | Suecia                                                                           | Classe Polaris                                                                   | ARM Menkar                                                                       | PI-1147                                                                          | Mèxic                                                                            | Classe Polaris                                                                   |                                                                                  |
| ARM Alnilan                                                                      | PI-1124                                                                          | Suecia                                                                           | Classe Polaris                                                                   | ARM Sabik                                                                        | PI-1148                                                                          | Mèxic                                                                            | Classe Polaris                                                                   |                                                                                  |
| Classe Isla                                                                      | Classe Isla                                                                      | Classe Isla                                                                      | Classe Isla                                                                      | Classe Polaris II                                                                | Classe Polaris II                                                                | Classe Polaris II                                                                | Classe Polaris II                                                                |                                                                                  |
| ARM Coronado                                                                     | PI-1201                                                                          | Mèxic                                                                            | Classe Isla                                                                      | ARM Miaplacidus                                                                  | PI-1401                                                                          | Mèxic                                                                            | Classe Polaris II                                                                |                                                                                  |
| ARM Lobos                                                                        | PI-1202                                                                          | Mèxic                                                                            | Classe Isla                                                                      | ARM Algol                                                                        | PI-1402                                                                          | Mèxic                                                                            | Classe Polaris II                                                                |                                                                                  |
| ARM Guadalupe                                                                    | PI-1203                                                                          | Mèxic                                                                            | Classe Isla                                                                      | ARM Castor                                                                       | PI-1403                                                                          | Mèxic                                                                            | Classe Polaris II                                                                |                                                                                  |
| ARM Cozumel                                                                      | PI-1204                                                                          | Mèxic                                                                            | Classe Isla                                                                      | ARM Merak                                                                        | PI-1404                                                                          | Mèxic                                                                            | Classe Polaris II                                                                |                                                                                  |
| Classe Acuario                                                                   | Classe Acuario                                                                   | Classe Acuario                                                                   | Classe Acuario                                                                   | ARM Caph                                                                         | PI-1405                                                                          | Mèxic                                                                            | Classe Polaris II                                                                |                                                                                  |
| ARM Acuario                                                                      | PI-1301                                                                          | Mèxic                                                                            | Classe Acuario                                                                   | ARM Mirach                                                                       | PI-1406                                                                          | Mèxic                                                                            | Classe Polaris II                                                                |                                                                                  |
| ARM Águila                                                                       | PI-1302                                                                          | Mèxic                                                                            | Classe Acuario                                                                   | ARM Alhena                                                                       | PI-1407                                                                          | Mèxic                                                                            | Classe Polaris II                                                                |                                                                                  |
| ARM Aries                                                                        | PI-1303                                                                          | Mèxic                                                                            | Classe Acuario                                                                   | ARM Saiph                                                                        | PI-1408                                                                          | Mèxic                                                                            | Classe Polaris II                                                                |                                                                                  |
| ARM Auriga                                                                       | PI-1304                                                                          | Mèxic                                                                            | Classe Acuario                                                                   | ARM                                                                              | PI-1409                                                                          | Mèxic                                                                            | Classe Polaris II                                                                |                                                                                  |
| ARM Cáncer                                                                       | PI-1305                                                                          | Mèxic                                                                            | Classe Acuario                                                                   | ARM Albireo                                                                      | PI-1410                                                                          | Mèxic                                                                            | Clase Polaris II                                                                 |                                                                                  |
| ARM Capricornio                                                                  | PI-1306                                                                          | Mèxic                                                                            | Classe Acuario                                                                   | ARM Alnitak                                                                      | PI-1411                                                                          | Mèxic                                                                            | Classe Polaris II                                                                |                                                                                  |
| Classe Acuario B                                                                 | Classe Acuario B                                                                 | Classe Acuario B                                                                 | Classe Acuario B                                                                 | ARM Mintaka                                                                      | PI-1412                                                                          | Mèxic                                                                            | Classe Polaris II                                                                |                                                                                  |
| ARM Centauro                                                                     | PI-1307                                                                          | Mèxic                                                                            | Classe Acuario B                                                                 | ARM Alfirk                                                                       | PI-1413                                                                          | Mèxic                                                                            | Classe Polaris II                                                                |                                                                                  |
| ARM Géminis                                                                      | PI-1308                                                                          | Mèxic                                                                            | Classe Acuario B                                                                 | ARM Alderamin                                                                    | PI-1414                                                                          | Mèxic                                                                            | Classe Polaris II                                                                |                                                                                  |
| ARM Menkalinan                                                                   | PI-1415                                                                          | Mèxic                                                                            | Classe Polaris II                                                                |                                                                                  |                                                                                  |                                                                                  |                                                                                  |                                                                                  |
| ARM Circini                                                                      | PI-1416                                                                          | Mèxic                                                                            | Classe Polaris II                                                                |                                                                                  |                                                                                  |                                                                                  |                                                                                  |                                                                                  |
| ARM Gienah                                                                       | PI-1417                                                                          | Mèxic                                                                            | Classe Polaris II                                                                |                                                                                  |                                                                                  |                                                                                  |                                                                                  |                                                                                  |

##### Bucs Escola i Recerca
| Buc                                        | Serial                | País d'Origen         | Classe | Notes |
| Bucs Escola i Recerca                      | Bucs Escola i Recerca | Bucs Escola i Recerca | Bucs Escola i Recerca | Bucs Escola i Recerca |
| Escola                                     | Escola                | Escola                | Escola | Escola |
| ------------------------------------------ | --------------------- | --------------------- | --- | --- |
| ARM Cuauhtémoc                             | BE-01                 | Espanya               | El Buc Escola Cuauhtémoc inicia creuer d'instrucció "Aixequi Mediterrani 2015", tocarà 14 ports de 13 països, entre ells els Estats Units d'Amèrica, Irlanda, Anglaterra, Espanya, França, Itàlia, Turquia, Grècia, Malta, Puerto Rico, Panamà, Nicaragua i Guatemala; Partint del port d'Acapulco, seu de la Vuitena Regió Naval. | |
| Recerca, Classe Humboldt                   |                       |                       | | |
| ARM Humboldt                               | BI-01                 | Estats Units          | Classe Humboldt | |
| ARM Onjuku                                 | BI-02                 |                       | Classe Humboldt | |
| ARM Altair                                 | BI-03                 | Estats Units          | Classe Humboldt | |
| ARM Antares                                | BI-04                 |                       | Classe Humboldt | |
| ARM Suchiate                               | BI-05                 |                       | Classe Humboldt | |
| ARM Profund                                | BI-06                 |                       | Classe Humboldt | |
| ARM Moctezuma II                           | BI-07                 |                       | Classe Humboldt | |
| ARM Alacrà                                 | BI-08                 |                       | Classe Humboldt | |
| ARM Arrisso                                | BI-09                 |                       | Classe Humboldt | |
| ARM Cabezo                                 | BI-10                 |                       | Classe Humboldt | |
| ARM D'Endins                               | BI-11                 |                       | Classe Humboldt | |
| Recerca, Classe Tuxpan                     |                       |                       | | |
| ARM Rio Tuxpan                             | BI-12                 | Estats Units          | Classe Rio Tuxpan | Donació feta pel Govern dels Estats Units, Causant alta en 2005. |
| Bucs SAR                                   |                       |                       | | |
| Navilis de Rescat Motor Life Boat (6)      |                       | Estats Units          | | |
| Embarcació de Rescat “ Safe Boat Defensar” | Classe Defensar FC-33 | Estats Units          | | 12 lliurades de 17. Seran usades per a la inspecció i vigilància de les àrees naturals protegides, així com de l'efectiu compliment i observança de la legislació ambiental per prevenir i evitar els efectes negatius al medi ambient i recursos naturals. |

##### Bucs Auxiliars
| Buc                | Serial         | País d'Origen  | Buc              | Serial         | País d'Origen  |                |
| Bucs Auxiliars     | Bucs Auxiliars | Bucs Auxiliars | Bucs Auxiliars   | Bucs Auxiliars | Bucs Auxiliars | Bucs Auxiliars |
| Tanc               | Tanc           | Tanc           | Draga            | Draga          | Draga          |                |
| ------------------ | -------------- | -------------- | ---------------- | -------------- | -------------- | -------------- |
| ARM Aguascalientes | ATQ-01         |                | ARM Banderes     | ADR-01         | Mèxic          |                |
| ARM Tlaxcala       | ATQ-02         |                | ARM Magdalena    | ADR-02         |                |                |
| Multipropòsit      | Multipropòsit  | Multipropòsit  | ARM Kino         | ADR-03         |                |                |
| ARM Huazteco       | AMP-01         | Mèxic          | ARM Yavaros      | ADR-04         |                |                |
| ARM Zapoteco       | AMP-02         | Mèxic          | ARM Chamela      | ADR-05         |                |                |
| Transport          | ARM Tepoca     | ADR-06         |                  |                |                |                |
| ARM Maya           | ATR-01         |                | ARM Tot Santos   | ADR-07         |                |                |
| ARM Tarasco        | ATR-03         |                | ARM Asunción     | ADR-08         |                |                |
| Remolcador         | ARM Cloïsses   | ADR-09         |                  |                |                |                |
| ARM Otomí          | ARE-01         |                | ARM Chacahua     | ADR-10         |                |                |
| ARM Yaqui          | ARE-02         |                | ARM Coyuca       | ADR-11         |                |                |
| ARM Seri           | ARE-03         |                | ARM Faralló      | ADR-12         |                |                |
| ARM Cora           | ARE-04         |                | ARM Chairel      | ADR-13         |                |                |
| ARM Iztlaccíhuatl  | ARE-05         |                | ARM Sant Andrés  | ADR-14         |                |                |
| ARM Popocatépetl   | ARE-06         |                | ARM Sant Ignacio | ADR-15         |                |                |
| ARM Citlatépetl    | ARE-07         |                | ARM Termes       | ADR-16         |                |                |
| ARM Xinantécatl    | ARE-08         |                | ARM Teculapa     | ADR-17         |                |                |
| ARM Matlalcueye    | ARE-09         |                |                  |                |                |                |
| ARM Tláloc         | ARE-10         |                |                  |                |                |                |

##### Bucs SAR i embarcacions petites

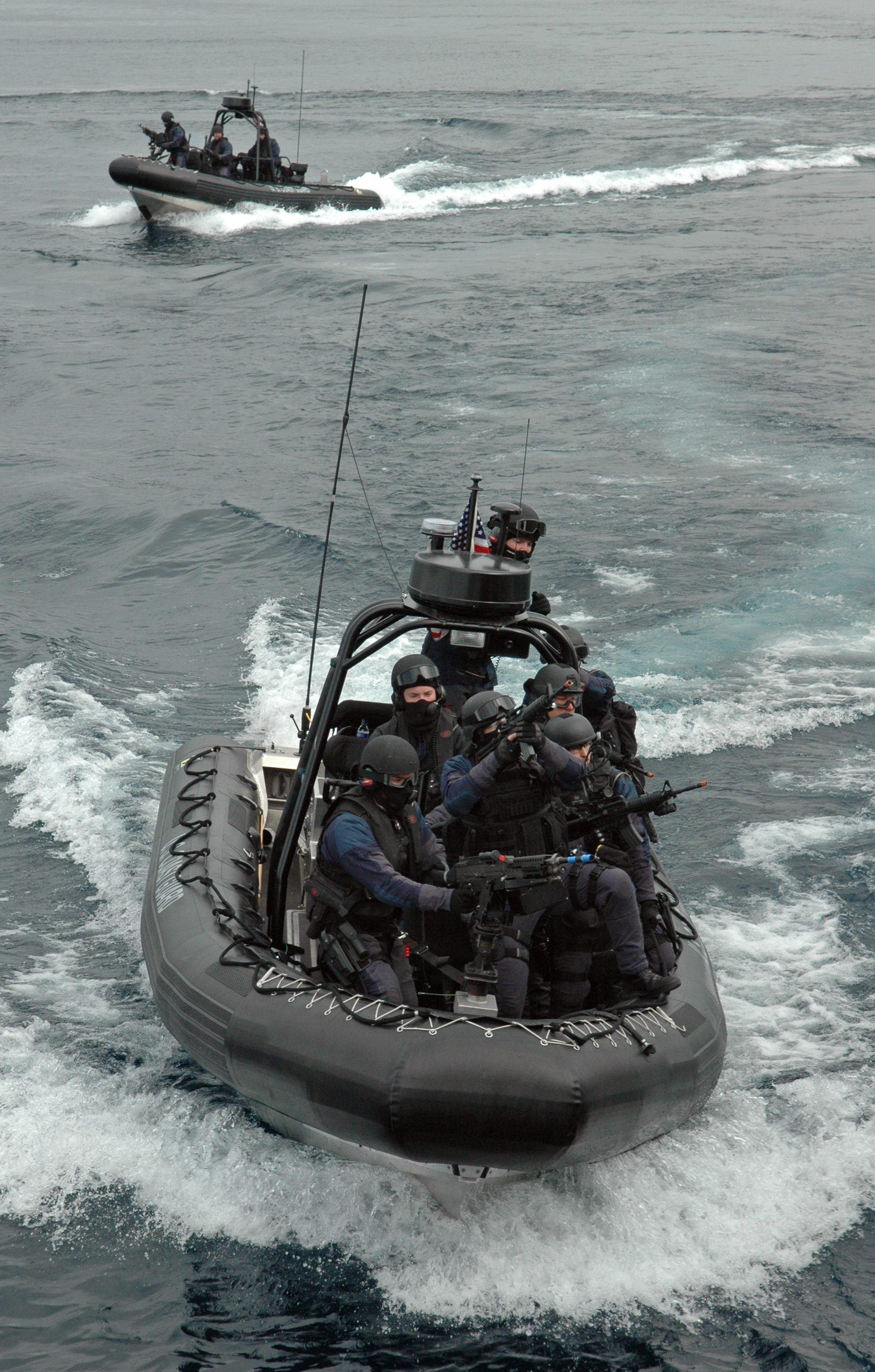

###### Navilis de Rescat Motor Life Boat
Està dissenyat per resistir els vents huracanats i mars pesants, capaços de sobreviure als vents de fins a 60 nusos (110 km / h), trencant ones de fins a 6 metres i els impactes fins a 3 G. Si el vaixell ha de sotsobrar, s'auto redreça en menys de deu segons, amb tot l'equip totalment funcional

###### Embarcació de Rescat “Safe Boat Defensar”
La Classe Defensar, també anomenada Vaixell Resposta, serveix una gran varietat de missions, incloent-hi cerca i rescat, seguretat portuària i deures policials.
La longitud del disseny del casc és de 25 peus i el vaixell es coneix oficialment com a tal. No obstant això, la longitud total amb motors muntats és d'aproximadament 29 peus (8,8 m). Desenvolupat per 225 cavalls de força (168 kW) motors bessons fora de borda, que són capaços d'aconseguir velocitats superiors als 46 nusos (85 km / h) i tenen un rang de 150 fins a 175 milles nàutiques (324 km), en funció de la classe. El vaixell requereix una tripulació mínima de dues persones, però té una capacitat de càrrega per 10 persones. El vaixell és fàcilment transportat per un C-130 Hèrcules aeronau o camió.

###### Embarcació de casc semi rígid
Emprat per diferents unitats de l'armada de Mèxic, són llanxes multipropòsit, rescat, cerca, vigilància, etc.

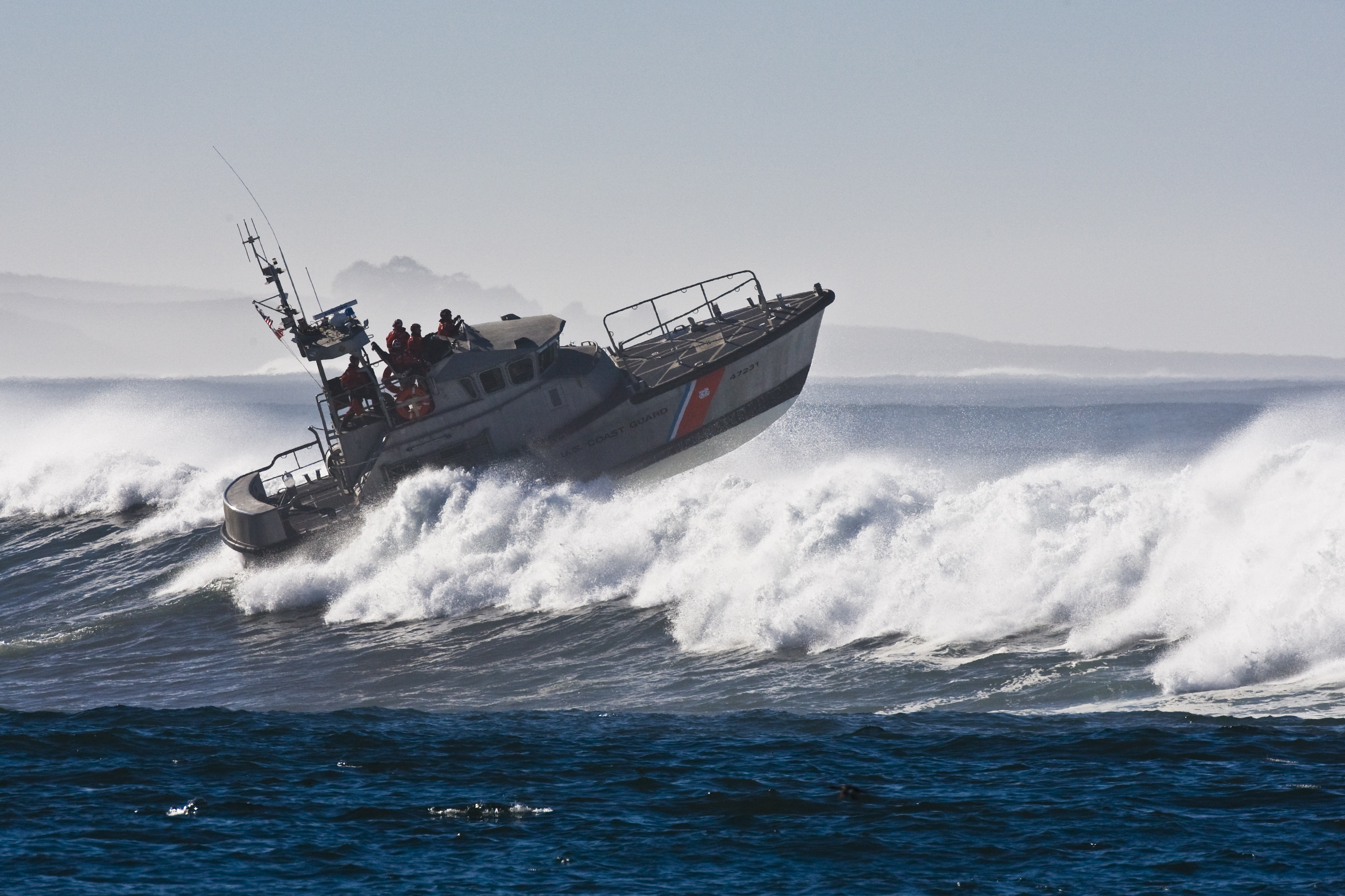

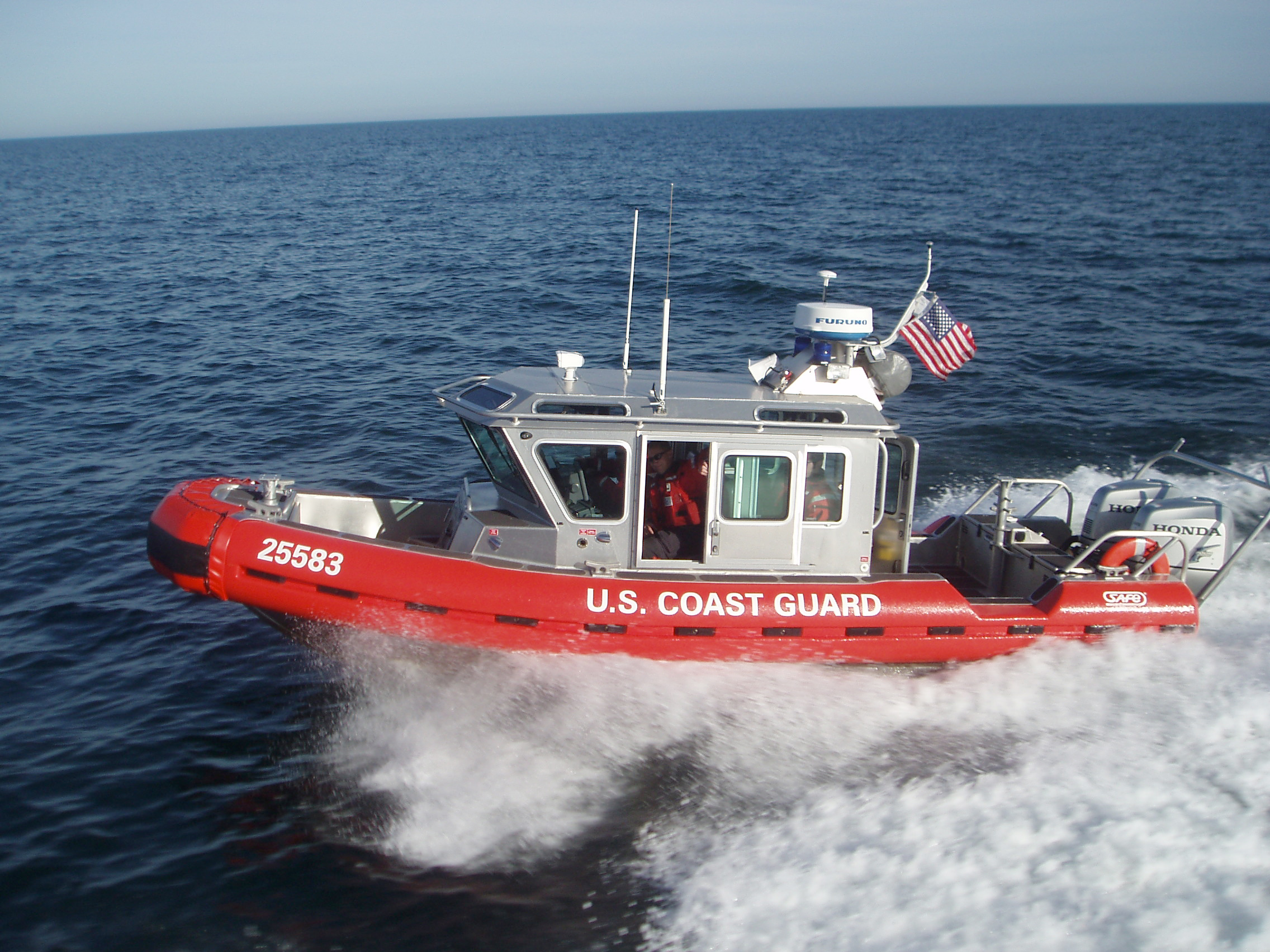

##### Resum
- En total, l'Armada de Mèxic té 189 vaixells d'Operacions.[24]

##### Noves Embarcacions i Projectes
Al pressupost de la Secretària de Marina, hom ha previst:
Pressupost 2016
- Construcció de dos bucs de vigilància oceànica d'1,680 tones de desplaçament, cascos 41 i 87. En construcció.[26]
- Construcció d'Embarcacions Interceptores, es tenen programades la construcció de 16 embarcacions[26]
- Construcció de Bucs Patrulla Costanera per a la vigilància del mar territorial, Mèxic va ordenar el seu setè patruller tipus Damen Stan Patrol 4207, en construcció. El contracte amb Damen Shipyards inclou també l'entrenament de les tripulacions a Holanda, segons un comunicat de la drassana dels Països Baixos. Serà armat en drassanes mexicanes, amb materials i el knowhow de Damen. Aquest últim patruller en particular serà armat en la drassana de la Semar (Astimar 1)[26]
- Projecte per a la construcció en 2016 d'una fragata en les Drassanes de la Secretaria de Marina.[25] Oficialment, el projecte està destinat a la construcció d'una fragata el disseny de la qual no es coneix. Existeixen possibilitats per l'experiència knowhow que es té amb Damen Shipyards. Problablemente es tracti de la Fragata Sigma. El model podria ser 10513 o 10514. També està l'opció de la corbeta Gowind de DCNS d'origen francès.

#### Unitats Aeronavals
Vegeu també: Aeronaus de la Força Aèria Mexicana.
Vegeu també: Aviació Naval Mexicana.

##### Avions
| Aeronau                               | Origen           | Tipus                      | Versió                    | En servei    | Notes | Imatge       |
| Atac Lleuger                          | Atac Lleuger     | Atac Lleuger               | Atac Lleuger              | Atac Lleuger | Atac Lleuger | Atac Lleuger |
| ------------------------------------- | ---------------- | -------------------------- | ------------------------- | ------------ | --- | ------------ |
| Beechcraft T-6 Texan II               | Estats Units     | Atac lleuger i Entrenament | T-6C+                     | 2 + 6        | 6 pendents per rebre |              |
| Aermacchi M-290 RediGO                | Finlàndia Itàlia | Atac lleuger i Entrenament | L-90TP                    | 8            | propers a donar-se de baixa |              |
| Entrenament                           |                  |                            |                           |              | |              |
| Zlin Z-242                            | República Txeca  | Entrenament                | Z-242                     | 12 + 5       | 10 Adquirits en el 2002. 3 Destruïts en accidents. 10 Adquirits en 2013. 5 pendents per rebre.                                    |              |
| Maule M-7                             | Estats Units     | Entrenament                | MX-7-180A                 | 9            | Propers a donar-se de baixa |              |
| Transport Tàctic i Transport Executiu |                  |                            |                           |              | |              |
| CASA C-295                            | Espanya          | Transport                  | C295M C295W               | 4 2          | |              |
| Bombardier Dash 8                     | Canadà           | Transport                  | DH-8                      | 1            | |              |
| Turbo Commander                       | Estats Units     | Transport                  | 980 Turbo                 | 4            | |              |
| Learjet                               | USA              | Transport VIP              | LJ25                      | 1            | |              |
| Learjet                               | USA              | Transporti VIP             | LJ31                      | 2            | |              |
| Learjet                               | USA              | Transporti VIP             | LJ60                      | 1            | |              |
| Gulfstream IV                         | USA              | Transporti VIP             | G450                      | 1            | |              |
| Gulfstream V                          | USA              | Transporti VIP             | G550                      | 1            | |              |
| Bombardier Challenger                 | USA              | Transporti VIP             | Challenger 605            | 1            | |              |
| Reconeixement / Vigilància Marítima   |                  |                            |                           |              | |              |
| CASA                                  | Espanya          | Vigilància Marítima        | CN-235                    | 8            | Equipats amb el sistema FITS |              |
| CASA                                  | Espanya          | Vigilància Marítima        | C-212                     | 2            | Equipats amb el sistema FITS Propers a donar-se de baixa                                                                          |              |
| Lancair                               | Estats Units     | Reconeixement              | IV-P Super ES Legacy 2000 | 3 2          | |              |
| Beechcraft                            | Estats Units     | Vigilància Marítima        | King Air 350ER            | 3 + 2        | 2 pendents de recepció. Usats com a Patrulla Marítima. Una aeronau transferida per la Procuradoria General de la República (PGR). |              |

##### Helicòpters
| Aeronau                       | Origen       | Tipus                      | Versió                        | En servei | Notes | Imatge |
| ----------------------------- | ------------ | -------------------------- | ----------------------------- | --------- | --- | ------ |
| Sikorsky Aircraft Corporation | Estats Units | SAR i Operacions Especials | UH-60M (Conversió Naval)      | 3+8       | 3 Operatius, 8 aeronaus encarregades per lliurar-se en el 2016. |        |
| Grup Eurocopter               | Unió Europea | Transport                  | Eurocopter EC725 Super Cougar | 3         | El 3 i 4 d'abril del 2014, els secretaris de Defensa i Marina van viatjar a França i van sostenir una reunió amb el Ministre de Defensa de França i van visitar la fàbrica d'Airbus Helicòpters (Eurocopter), Se suposa la compra de més EC725. |        |
| Eurocopter                    | Unió Europea | Atac lleuger               | Bölkow Bo 105                 | 11        | Operen des d'embarcacions. Vigilància Marítima i Suport Aeri. Propers a ser retirats. |        |
| Eurocopter                    | Unió Europea | SAR                        | Fennec                        | 3         | Operen des d'embarcacions. Rebuts en 1992, operen des d'embarcacions. 2 Perduts en Accidents. Propers a ser retirats. |        |
| Eurocopter                    | Unió Europea | SAR i Operacions Especials | Panther                       | 4         | Cinc adquirits, un perdut en accident. |        |
| MD Helicopters                | Estats Units | Entrenament                | MD-500I                       | 5         | |        |
| MD Helicopters                | Estats Units | Ataqui ligeroSAR           | MD-902                        | 6         | MD-902, rebuts entre 2001 i 2002, operen a bord dels bucs classe "Sierra" i per a missions SAR tots adaptats per a aquest tipus de missió amb càmera FLIR per facilitar la seva operació principalment en operacions nocturnes.                 |        |
| Mil                           | Rússia       | Transport i Atac lleuger   | El meu-17                     | 25        | 4 model el meu171v. 4 model el meu17-v5 |        |
| Robinson                      | Estats Units | Entrenament                | R-44                          | 4         | Adquirits en 2000. |        |
| Robinson                      | Estats Units | Entrenament                | R-22                          | 2         | Adquirits en 2000. Un R-22 Perdut en un accident. |        |
| Rotor Way                     | Estats Units | Entrenament                | 162-F Exec                    | 2         | |        |
| Schweizer                     | Estats Units | Entrenament                | 300C                          | 4         | Rebuts durant 2006-2007 |        |
| Schweizer                     | Estats Units | Entrenament                | S333                          | 10        | Transferits per la Procuradoria General de la República, són producte de decomisos realitzats al narcotràfic. Els equips es destinaran per a vigilància marítima i entrenament de pilots de l'Armada. Es troben en manteniment.                 |        |

#### Infanteria de Marina

El Cos d'Infanteria de Marina, és el cos de marins i forces amfíbies de l'Armada de Mèxic.
La principal tasca del cos d'infanteria és la de garantir la seguretat marítima de les costes i ports mexicans, en contra de qualsevol amenaça interna o externa. Per dur a terme aquesta labor, el cos està entrenat i equipat per realitzar qualsevol classe d'operació necessària ja sigui en el mar, a la terra o en l'aire.

##### La seva missió

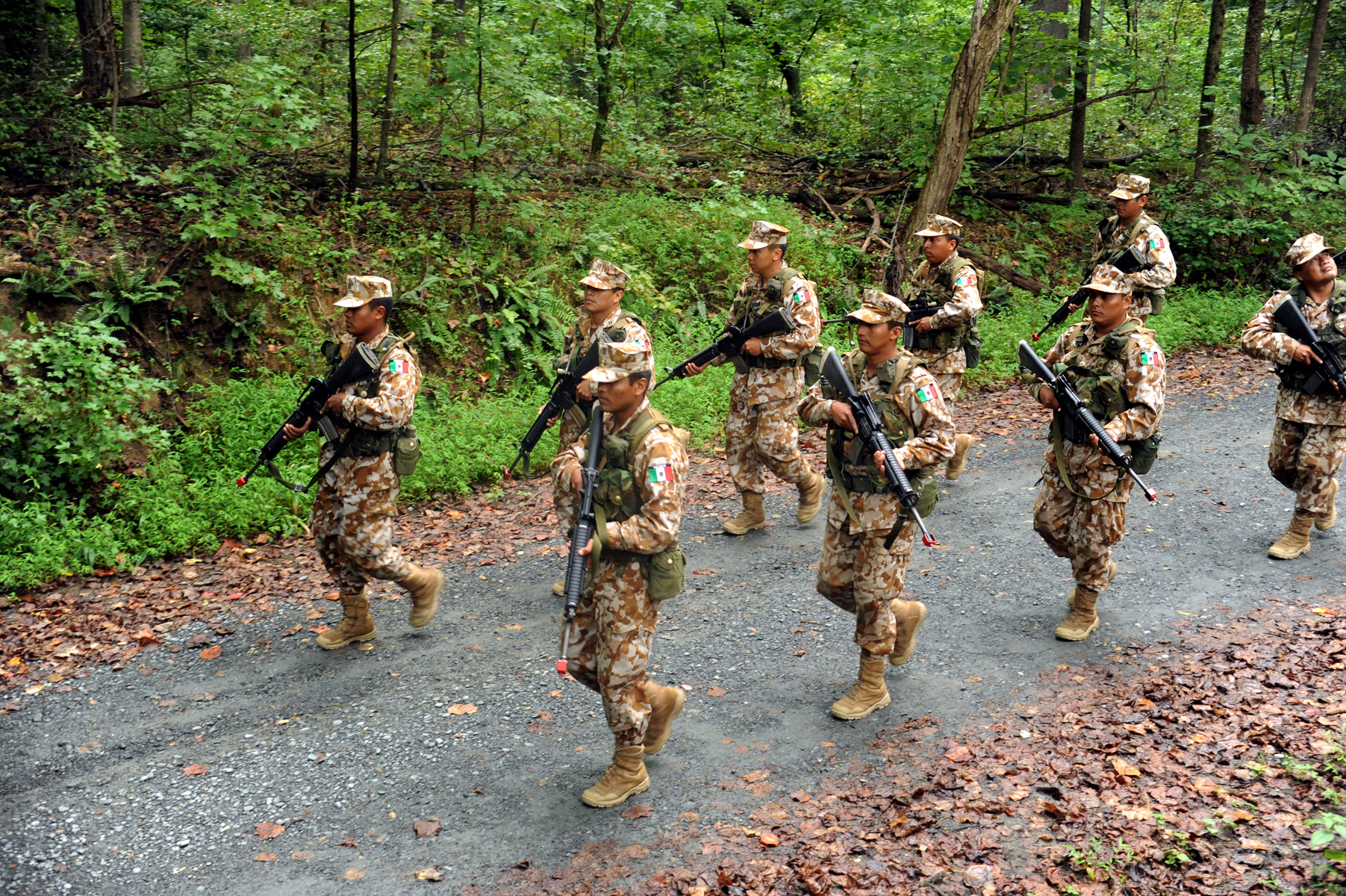

Executar operacions d'assalt amfibi, projectant tropes d'infanteria de marina de manera immediata i decidida en una platja o àrea hostil, per prosseguir amb objectius terra endins; localitzar, prendre el contacte i destruir a l'enemic per mitjà del foc i la maniobra; negar i rebutjar l'assalt enemic emprant els mitjans d'acció amb els que es disposa; realitzar operacions que no necessàriament requereixen l'ocupació de la força militar, tals com suport a la població civil en zones i casos de desastre o emergència, operacions cívic-militars, de policia marítima, policia naval, contra el crim organitzat, contra el terrorisme, de seguretat a instal·lacions estratègiques i de suport a altres institucions en els tres nivells de govern, amb la finalitat de contribuir en la defensa exterior i coadjuvar en la seguretat interior del país.
Els Infants de Marina estan sempre llestos per actuar des de l'aire, la terra i el mar. Aquesta capacitat única distingeix als Infants de Marina com una força altament eficaç en el combat per a la defensa del territori nacional o per recolzar al seu poble i actuar en zones de desastre o emergència.

#### Forces especials

Les Forces Especials, també conegudes com a FES (a causa de les inicials del seu lema; Força, Esperit i Saviesa) són una unitat d'operacions especials de l'Armada de Mèxic oficialment establerta en 2001.

##### Història
Els seus orígens es remunten al Batalló Aerotransportat de la Marina a principis de la dècada de 1990. Les missions que exerceix la unitat s'enfoquen a operacions especials amfíbies, amb l'objectiu de protegir els interessos marítims de la nació.
Els grups de Forces Especials de l'Armada de Mèxic es van crear en 2001, sent inicialment dues, el FESGO (Forces Especials del Golf) i el FESPA (Forces Especials del Pacífic), tots dos destinats per a missions en suport a les llavors noves Forces de Reacció Amfíbies. En 2008, es va formar el FESCEN (Forces Especials del Centre), amb base en el DF, el propòsit del qual és posar a la disposició de la Caserna General de l'Alt Comandament un agrupament de tropes especials per a missions crítiques. Mentre el FESGO i el FESPA compten amb un efectiu d'uns 220 elements cadascun, el FESCEN té menys de 160 integrants. En el qual el més recent és FES per les seves sigles (FORTIS SPIRITUS SAPIENTIA) o en espanyol (FUERZAS ESPÍRITU SABIDURÍA) que és la branca principal de totes les forces especials de la marina que conta aproximadament amb més de 12500 elements.
Les FES són considerades com la millor unitat d'Operacions Especials marítimes de Llatinoamèrica i se les considera en un nivell operacional equivalent als NAVY SEAL de la Marina dels Estats Units i al SAS (Special Air Service) de la Marina del Regne Unit, quant a capacitats i nivell d'entrenament es refereix.

##### Força d'operacions especials COMANDO
És una unitat d'operacions especials (Infanteria especialitzada), pertanyent a l'armada de Mèxic, i es caracteritza per tenir un ensinistrament en el qual els que cursen desenvolupen habilitats i destreses combatives fonamentades en les tècniques i tàctiques de les operacions especials de comandos que els permeten operar en qualsevol mena de terreny i sota condicions meteorològiques adverses, fer-los destres en el maneig i ús d'armament i equip de combat, així com incrementar l'enfortiment físic i psicològic per resistir esforços extrems originats pel compliment de la missió.

##### Coordinació General de Protecció Portuària i Instal·lacions Estratègiques
És un organisme tècnic administratiu, que té la missió d'administrar de forma integral els recursos humans, materials i tècnics relacionats amb la protecció portuària i de les
instal·lacions estratègiques establertes a les zones marines mexicanes, així com formular els projectes de desenvolupament per incrementar les capacitats necessàries per al compliment de la citada missió.
19 Unitats Navals de Protecció Portuària (UNAPROP) de setembre de 2014 a agost de 2015 s'han activat 14 d'elles en els principals ports marítims del país, següents:
Ancorada, Baixa Califòrnia; Guaymas, Sonora; Mazatlán, Sinaloa; Manzanillo, Colima; Lázaro Cárdenas, Michoacán; Acapulco, Guerrero; Salina Creu, Oaxaca; Altamira, Tamaulipas; Tampico, Tamaulipas; Tuxpan, Veracruz; Veracruz, Veracruz; Coatzacoalcos, Veracruz; Ciutat del Carmèn, Campeche i Progrés, Yucatán. Les UNAPROP's tenen la missió de dur a terme accions de vigilància, inspecció i control en funcions de policia marítima a l'interior dels recintes portuaris, a fi d'exercir l'autoritat en matèria de protecció marítima i portuària i operen amb estat de força mitjana de 43 elements cadascuna. Pròximament s'activaran les següents UNAPROP´s: de la Pau, Baixa Califòrnia Sud; Port Vallarta, Jalisco; Port Chiapas, Chiapas; Port Matamoros, Tamaulipas i Dues Boques, Tabasco.
La Unitat de Vigilància Aèria i de Superfície del Golf de Mèxic i Mar Carib (UNIVASGO), que el seu objectiu és garantir la seguretat de les instal·lacions petrolieres en la Sonda de Campeche, per mitjà de l'operació dels radars aeris i Sistemes de Vigilància de Superfície per detectar la presència d'aeronaus o embarcacions que puguin posar en risc les activitats petrolieres, va identificar a les aeronaus que van sobrevolar la Sonda de Campeche i que corresponen a vols comercials, particulars, de govern, prestadors de serveis i ambulància, va identificar també a aquelles aeronaus que no van activar els seus sistemes d'identificació electrònica, per mitjà del seu Identificador Amic-Enemic (IFF) i per mitjà del seu Sistema d'Identificació Automàtica (AIS).

##### Vehicles de la Infanteria de Marina
| Marca i Model         | Origen       | Nota                                                                                          | Imatge                                            |
| --------------------- | ------------ | --------------------------------------------------------------------------------------------- | ------------------------------------------------- |
| HUMVEE                | Estats Units | Vehicle tot terreny. USA Metralladora calibre .50, M60 i llançagranades calibre 40 mm i 50 mm |                                                   |
| BTR-70                | Rússia       | Vehicles amfibis. Usen llançaganades Mk 19 automàtic de 40mm                                  |                                                   |
| BTR-60                | Rússia       | Vehicles amfibis. Usen llançagranadesMk 19 automàtic de 40mm                                  |                                                   |
| DN - XI-Wolverine APC | Mèxic        | 100 vehicles tàctics blindats per al combat al narcotràfic                                    |                                                   |
| Ural-4320             | Rússia       | 62 vehicles 6x6 adquirits en el 2008                                                          |                                                   |
| UNIMOG O-4000         | Alemanya     | Rebuts al maig del 2009, 30 de 164 camions 4x4                                                |                                                   |
| m 35                  | Estats Units |                                                                                               |                                                   |
| Kodiak                | Estats Units |                                                                                               |                                                   |
| Freightliner M2       | Mèxic        | 4x2 truck                                                                                     |                                                   |
| Ford F-150            | Mèxic        | 4x4 F-150 de doble cabina, rebudes en el 2009                                                 |                                                   |
| Dodge ram 2500        | Mèxic        | 4x4 Pick up                                                                                   |                                                   |
| Mercedes-Benz G-Class | Alemanya     | 20 rebuts de 84 diverses versions                                                             |                                                   |
| Land Rover Defensar   | Regne Unit   | 4x4 blindats per a transport de tropa                                                         |                                                   |
| Humvee                | Estats Units | vehicles blindats versions M1151A1/B1 Armament Carrier i M1152/B2 Càrrec/Troop Carrier        | thumb\|transport blindat de tropes\|center\|175px |
| Chenowth              | Regne Unit   | vehicle d'assalt i reconeixement                                                              |                                                   |

## Sensors i Sistemes Electrònics

### Radar Terrestre

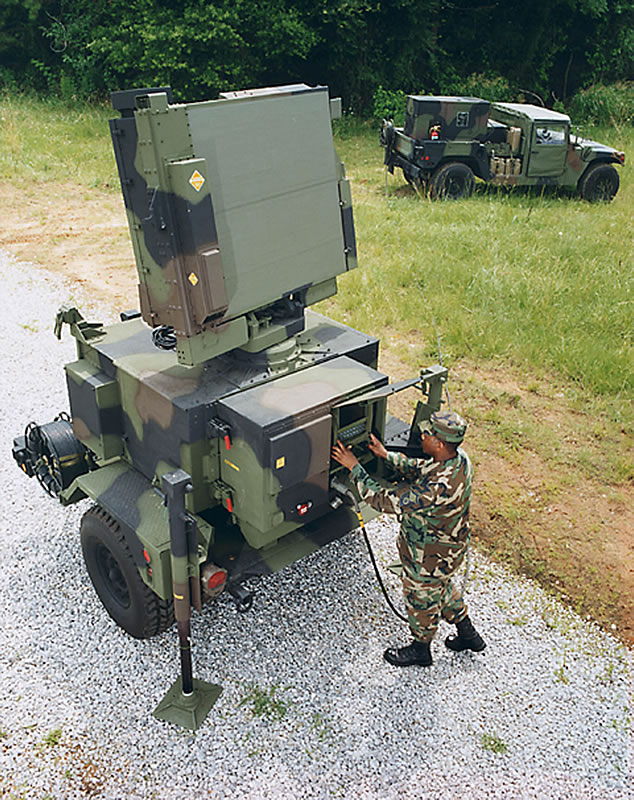

#### AN / MPQ-64 Sentinel
És un radar tridimensional utilitzat per localitzar objectius a una distància de 40 km i utilitza una alta velocitat d'escombratge (30 RPM).
El radar utilitza una banda X gamma-tancada, pols-doppler sistema.
El radar automàticament identifica objectius, incloent-hi míssils de creuer, vehicles aeris no tripulats, aeronaus d'ala rotativa i d'ala fixa.
El radar està dissenyat amb alta resistència a les contramesures electròniques (ECM).
És muntat sobre una plataforma d'arrossegament, que es pot col·locar de forma remota des de la resta de la unitat, operat de forma autònoma i comunicar-se amb el Centre de Distribució de foc (FDC) a través de banda ampla enllaç de fibra òptica.
També pot distribuir les seves dades a través d'una xarxa de ràdio.

### Radars Navals

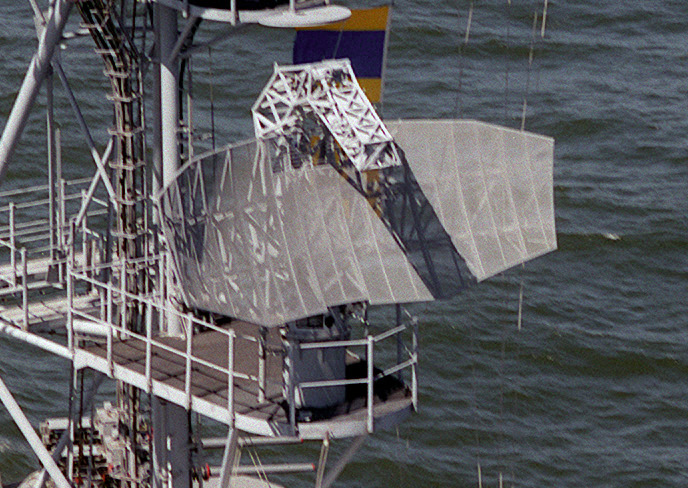

#### AN/SPS-40
El ANSPS-40 és un radar de cerca aèria bidimensional, i de llarg abast que és capaç de proporcionar seguiment del contacte.
Va ser usat en destructors Classe Spruance creuers Classe Belknap, creuers Classe Leahy, fragates Classe Knox, fragates Classe Bronstein, cúteres Classe Hamilton, vaixells amfibis de Classe Raleigh de transport i moltes altres classes de vaixell.

### Guerra Electrònica

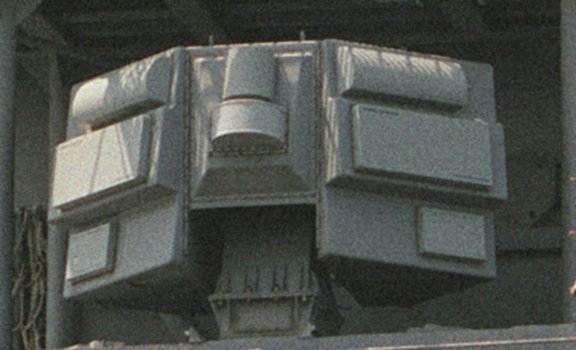

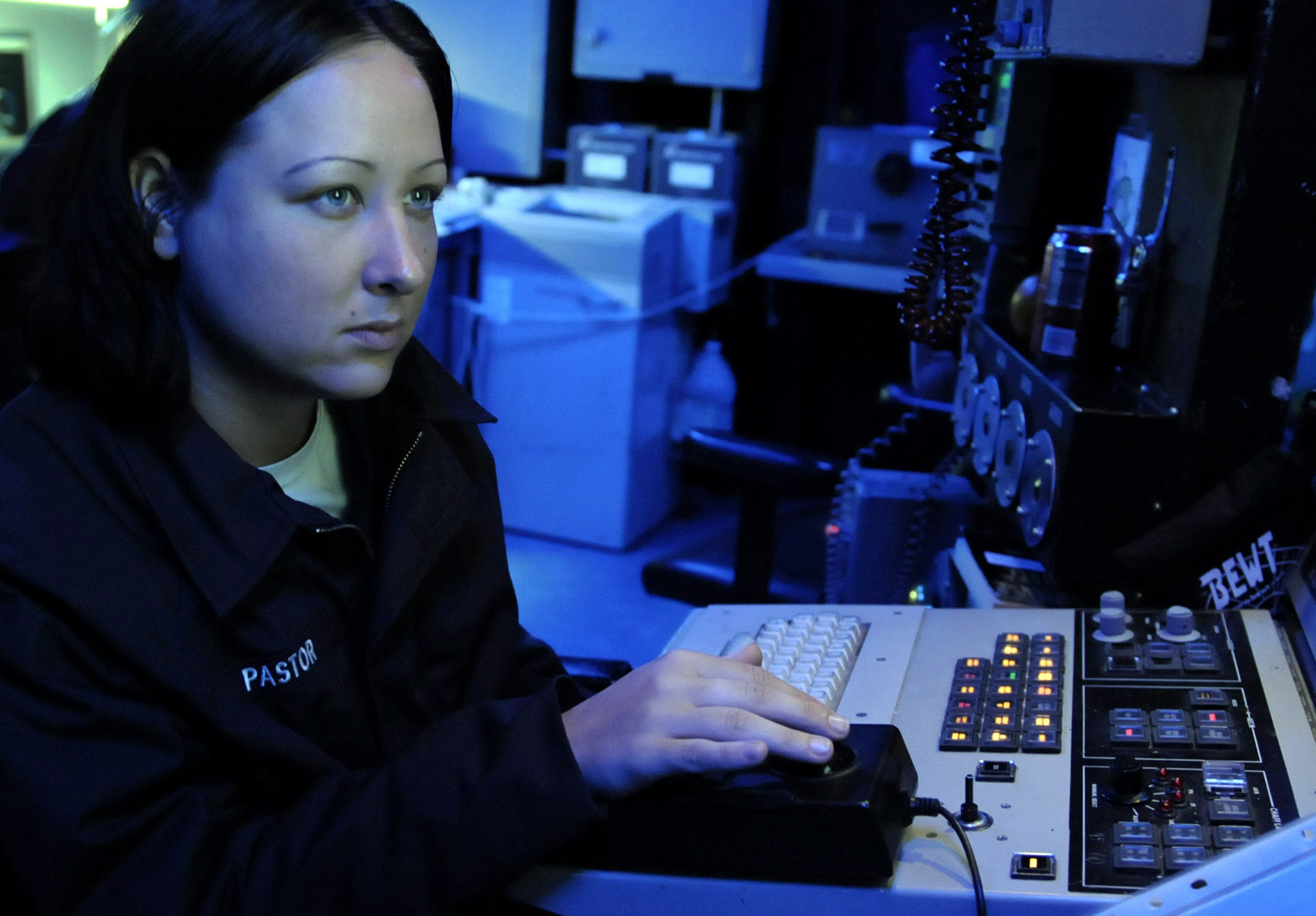

#### AN/SLQ-32 =
És un sistema de guerra electrònica el qual és capaç d'interceptar senyals emesos per radars d'avions, vaixells i míssils, així com estudiar-les i de ser possible pertorbar-les. I aquest al seu torn està connectat al sistema mark 36.

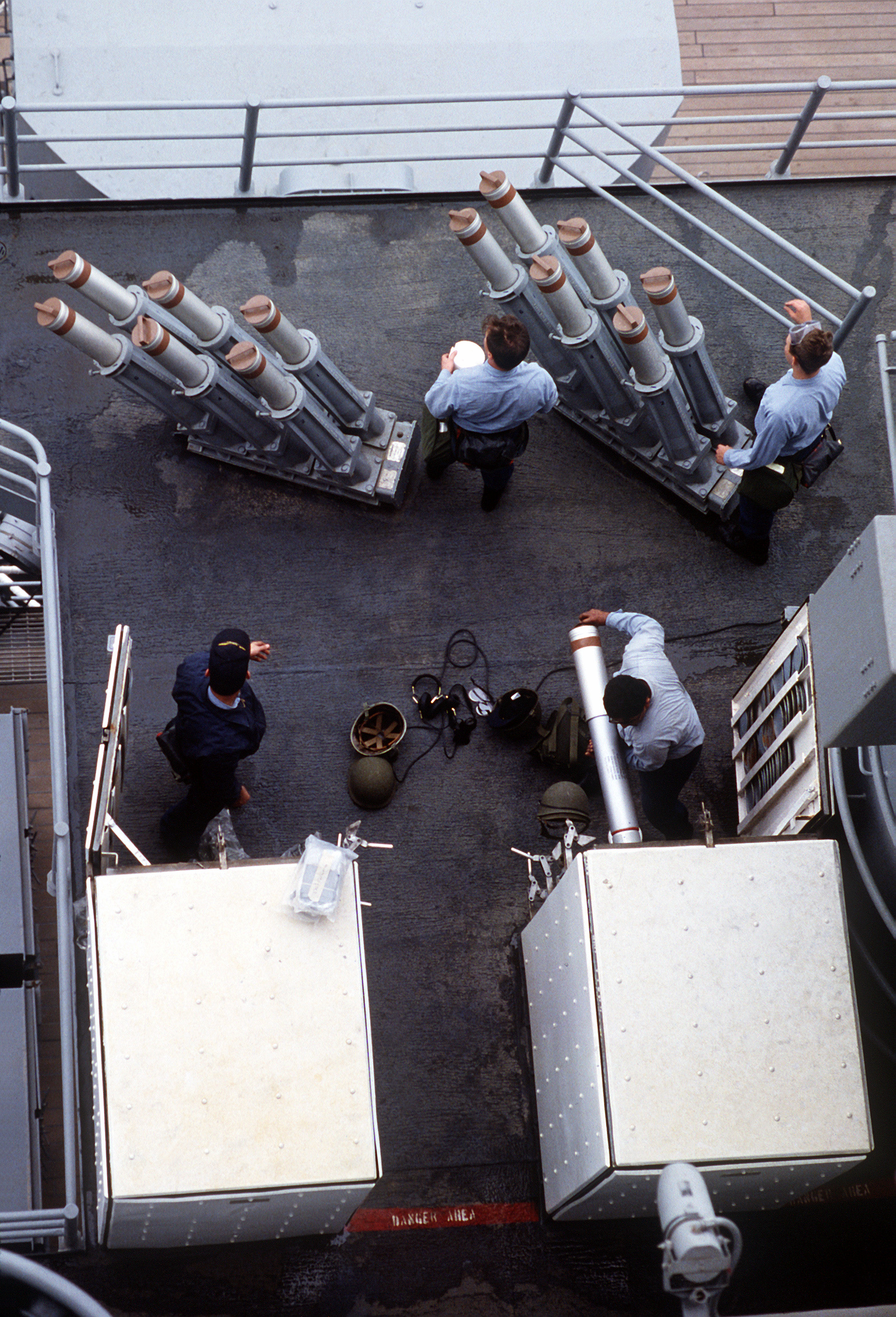

#### Mark 36 SRBOC
el Mark 36 SRBOC és un morter de curt abast que llança cimbells des de les fragates de l'armada de Mèxic per frustrar els míssils antibuc.
Cada llançador té tres tubs col·locats en un angle de 45 graus, i tres tubs col·locats en un angle de 60 graus, proporcionant una difusió efectiva dels cimbells i mesures de lluita per derrotar els míssils que emeten radiofreqüència.
El SRBOC també pot ser equipat amb les bengales infraroges que funcionen com a esquers.
La càrrega d'un vaixell típic és de 20 a 35 bengales per llançador.

### Sonar

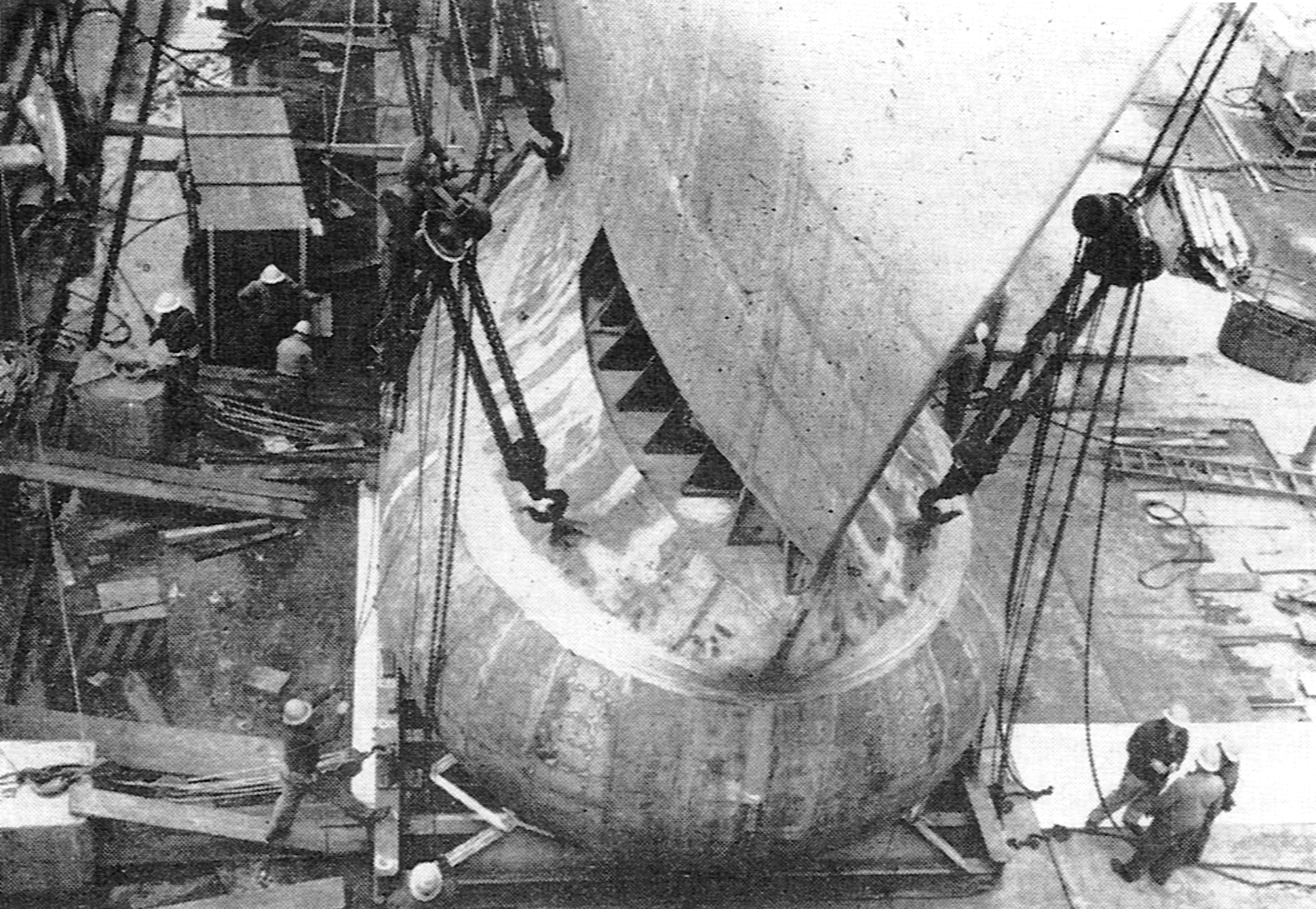

#### AN/SQS-26
AN / SQS-26 és un sonar de baixa freqüència, actiu / passiu desenvolupat pel Laboratori Submarí Sound Navaly construït per General Electric i l'EDO Corporació.
En un moment, que va ser instal·lat en 87 vaixells de guerra de la Marina nord-americana de la dècada de 1960 fins a la dècada de 1990 i encara pot estar en ús en bucs de l'armada de Mèxic.

### Radar Director de Tir

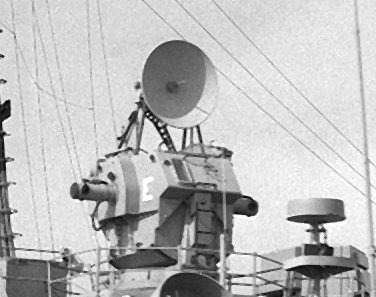

#### AN/SPG-53
L'AN / SPG-53 és un radar de control de foc.
Va ser utilitzat amb el canó naval mark 42 canó / 54 calibre 5 polzades, i aquest en ús en les fragates classe Knox.

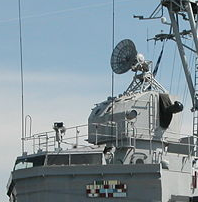

#### Mark 37 Director
Radar de control de tir dels canons 5"/38 del destructor classe Quetzalcóatl, de l'Armada de Mèxic.

### Vehicles Aeris No Tripulats (VANT)

#### T-1, T-2, T-3
L'armada de Mèxic ha desenvolupat almenys 3 vehicles aeris no tripulats VANT per les seves sigles en espanyol, aquestes aeronaus van ser dissenyades per a la lluita contra el narcotràfic, i la vigilància dels litorals mexicans. Estan equipats amb una càmera de vídeo desmuntable amb zoom de 36X i capacitat per a escombratges panoràmics (panning) i moviments angulars (tilting), transmeten vídeo i fotografies a la unitat terrestre en temps real.

## Armament de l'Armada de Mèxic

### Sistema d'armes navals
| Nom                                  | Origen           | Tipus                              | imatge           |                  |                  |                  |
| Artilleria Naval                     | Artilleria Naval | Artilleria Naval                   | Artilleria Naval | Artilleria Naval | Artilleria Naval | Artilleria Naval |
| ------------------------------------ | ---------------- | ---------------------------------- | ---------------- | ---------------- | ---------------- | ---------------- |
| Mark 42 5"/54                        | Estats Units     | Canó naval                         |                  |                  |                  |                  |
| 5"/38                                | Plantilla:Usa    | Canó naval                         |                  |                  |                  |                  |
| Mk-33 Canó doble                     | Estats Units     | Canó naval                         |                  |                  |                  |                  |
| Oto Melara Individual 30 SAFS        | Itàlia           | Canó naval                         |                  |                  |                  |                  |
| Oto Melara Hitrole Naval Turret 12.7 | Itàlia           | Metralladora Controlada Remotament |                  |                  |                  |                  |
| Oto Melara 76/62 Compact Gun         | Itàlia           | Canó naval                         |                  |                  |                  |                  |
| Bofors 57 mm                         | Suècia           | Canó naval                         |                  |                  |                  |                  |
| Phalanx CIWS                         | Estats Units     | Proximitat antimíssil              |                  |                  |                  |                  |
| Bofors doblegui 40 mm                | Suècia           | Canó Antiaeri                      |                  |                  |                  |                  |
| Bofors 40 mm                         | Suècia           | Canó Antiaeri                      |                  |                  |                  |                  |
| 3 polzades (Mk 22)                   | Estats Units     | Canó Antiaeri                      |                  |                  |                  |                  |
| Oerlikon                             | Alemanya         | canó antiaeri                      |                  |                  |                  |                  |
| Browning_M2                          | Estats Units     | Metralladora pesant                |                  |                  |                  |                  |
| Sistemes de Míssils                  |                  |                                    |                  |                  |                  |                  |
| Gabriel MK-2                         | Israel           | Míssil Antivaixell                 |                  |                  |                  |                  |
| RIM-7 Sigui Sparrow                  | Estats Units     | Míssil Antiaeri.                   |                  |                  |                  |                  |
| ASROC                                | Estats Units     | Coet Antisubmarí.                  |                  |                  |                  |                  |
| Igla                                 | Rússia           | Míssil Antiaeri                    |                  |                  |                  |                  |
| Torpedes                             |                  |                                    |                  |                  |                  |                  |
| Mark 46Block 5A                      | Estats Units     | Torpede lleuger.                   |                  |                  |                  |                  |

### Armament de la infanteria
| Modelo                | Imagen         | Calibre                | Tipo                            | Origen       | Detalles                                                                                  |          |
| Pistolas              | Pistolas       | Pistolas               | Pistolas                        | Pistolas     | Pistolas                                                                                  | Pistolas |
| --------------------- | -------------- | ---------------------- | ------------------------------- | ------------ | ----------------------------------------------------------------------------------------- | -------- |
| M1911                 |                | Pistola                | Estats Units                    |              |                                                                                           |          |
| Glock                 |                | Pistola Semiautomática | Austria                         |              |                                                                                           |          |
| Sub-ametralladora     |                |                        |                                 |              |                                                                                           |          |
| MP5                   |                | 9x19mm Parabellum      | Sub-ametralladora               | Alemanya     |                                                                                           |          |
| Heckler & Koch UMP    |                | .45 ACP                | Subametralladora                | Alemanya     |                                                                                           |          |
| Imi Uzi               |                | 9x19mm Parabellum      | Subametralladora                | Israel       |                                                                                           |          |
| Fn P-90               |                | 5.7 X 28mm             | Subametralladora                | Alemanya     |                                                                                           |          |
| Fusiles               |                |                        |                                 |              |                                                                                           |          |
| M16                   |                | 5.56x45mm NATO         | fusell                          | Estats Units | Rifle estàndard de la infanteria de marina.                                               |          |
| M4                    |                | 5.56x45mm NATO         | Carabina                        | Estats Units | Rifle estàndard de forces especials.                                                      |          |
| Imi Galil             |                | 5.56x45mm NATO         | fusell                          | Israel       | Rifle de personal embarcat, sent reemplaçat pel rifle d'assalt FX-05 per a aquesta tasca. |          |
| FN FAL                |                | 7,62 x 51 NATO         | fusell                          | Bèlgica      | Rifle usat per a ensinistrament de conscrits de Serveis Militars Nacionals.               |          |
| ametralladoras        |                |                        |                                 |              |                                                                                           |          |
| FN Minimi             |                | 7,62 x 51              | ametralladora                   | Mèxic        |                                                                                           |          |
| Cetme Ameli           |                | 5.56x45mm              | ametralladora                   | Espanya      |                                                                                           |          |
| H&K Hk 21             |                | 5.56x45mm              | ametralladora                   | Bélgica      |                                                                                           |          |
| M240                  |                | 7.62x51mm NATO         | ametralladora                   | Estats Units |                                                                                           |          |
| M60                   |                | 7.62x51mm NATO         | ametralladora                   | Estats Units |                                                                                           |          |
| Browning M2HB         |                | .50 BMG                | ametralladora pesant            | Estats Units |                                                                                           |          |
| rifles de Precisión   |                |                        |                                 |              |                                                                                           |          |
| M107                  |                | .50 BMG                | rifle antimateria, sniper rifle | Estats Units |                                                                                           |          |
| Remington 700         |                | 7.62x51mm              | rifle de precisió               | Estats Units |                                                                                           |          |
| Grenade-Based Weapons |                |                        |                                 |              |                                                                                           |          |
| Mk 19                 |                | 40mm                   | ametralladora llançagranades    | Estats Units |                                                                                           |          |
| M203                  |                | 40mm                   | Llançagranades                  | Estats Units |                                                                                           |          |
| cohetes anti tanque   |                |                        |                                 |              |                                                                                           |          |
| M72 LAW               |                | 66mm                   | Coet antitancs                  | Estats Units |                                                                                           |          |
| B-300                 |                | Coet antitancs         | Israel                          |              |                                                                                           |          |
| RPG-75                | Coet antitancs | República Checa        |                                 |              |                                                                                           |          |

### Artilleria
| Model            | Imatge | Calibre | Tipus       | Origen       | Detalls |        |
| obuses           | obuses | obuses  | obuses      | obuses       | obuses  | obuses |
| ---------------- | ------ | ------- | ----------- | ------------ | ------- | ------ |
| OTO Melara Mod56 |        | 105mm   | obús        | Itàlia       |         |        |
| morters          |        |         |             |              |         |        |
| caçador          |        | 60mm    | morter      | Estats Units |         |        |
| M1               |        | 60mm    | morter      | Estats Units |         |        |
| M29              |        | 81mm    | morter      | Estats Units |         |        |
| coets            |        |         |             |              |         |        |
| FIROS            |        | 50mm    | Llançácoets | Itàlia       |         |        |

### Armament aeri
| Model              | Imatge        | Calibre       | Tipus                        | Origen        | Detalls               |               |
| metralladores      | metralladores | metralladores | metralladores                | metralladores | metralladores         | metralladores |
| ------------------ | ------------- | ------------- | ---------------------------- | ------------- | --------------------- | ------------- |
| FN_MAG             |               | 7,62mm        | metralladora                 | Bèlgica       |                       |               |
| M60                |               | 7,62mm        | metralladora                 | Estats Units  |                       |               |
| Browning M2        |               | .50 bmg       | metralladora pesant          | Estats Units  |                       |               |
| M134               |               | 7,62mm        | metralladora de canó rotatiu | Estats Units  |                       |               |
| GAU-19             |               | .50 bmg       | metralladora de canó rotatiu | Estats Units  |                       |               |
| FN HMP 400         |               | .50 bmg       | POD de metralladora          | Bèlgica       |                       |               |
| GSh-23             |               | 23mm          | canó aeri                    | Rússia        | Helicòpters EL MEU-17 |               |
| Llança coets       |               |               |                              |               |                       |               |
| Fn Herstal Lau-7h  |               | 70mm          | Llançacoets 7 vaixells       | Bèlgica       |                       |               |
| Fn Herstal Lau-12h |               | 70mm          | Llançacoets 12 vaixells      | Bèlgica       |                       |               |
| sonia 28           |               | 50mm          | Llançacoets 28 vaixells      | Bèlgica       |                       |               |
| Bombes aèries      |               |               |                              |               |                       |               |
| Mk81               |               | 250 lb        | bomba de propòsit general    | Estats Units  | avions T-6C+          |               |
| Mk82               |               | 500 lb        | bomba de propòsit general    | Estats Units  | avions T-6C+          |               |